# Remparts de Senlis
Pour un article plus général, voir Senlis (Oise).
Cet article présente l'enceinte gallo-romaine et les remparts médiévaux de Senlis (Oise), chef-lieu d'arrondissement dans l'Oise, en France.

## L'enceinte gallo-romaine

### Histoire
L'enceinte gallo-romaine de Senlis est l'une des mieux conservées de la Gaule du nord. La date de construction n'a toujours pas pu être déterminée. Il reste certain, comme il a déjà été établi au XIXe siècle, que la construction est postérieure au passage des hordes germaniques de 275-276, et postérieure à l'an 278. Mais elle a pu avoir lieu pendant toute la période allant jusqu'au début du IVe siècle. Par analogie d'avec les résultats de recherches menées sur les enceintes romaines d'autres villes européennes, l'on sait que l'enceinte de Senlis a pu se construire dans deux bonnes années, y compris la totalité des tours. Une deuxième campagne de construction est intervenue à partir de l'an 500, portant sur le rehaussement des tours par des salles. Le démantèlement a commencé en 1170 lors de la construction de Saint-Frambourg, soit avant la construction de l'enceinte médiévale.

### Description

#### La muraille
Le castrum, dans le sens de bourg fortifié et non de château ou castel, a été implanté au point le plus élevé de la butte-témoin sur laquelle est bâti Senlis. La disposition de la muraille ne répond à aucun critère précis ; elle est fonction de la morphologie du terrain. Ainsi s'explique la forme en cercle déformé ou ove. Pourtant, le chemin de ronde était parfaitement horizontal, ce qui n'est pas fortuit : Pour y parvenir, le mur devait être plus élevé au sud, de 4 m environ. Au pied des sections les plus hautes, où le mur atteint les 7 à 8 m, le fossé était d'autant moins large. Au nord, il atteignait la largeur maximale avec 39 m. L'épaisseur du mur varie entre 2,3 et 4 m selon les endroits ; elle est de 3,25 à 3,4 m en moyenne.
Les rues actuelles qui correspondent aux limites extérieures des fossés sont, dans le sens de l'horloge en partant du nord, la rue des Flagearts, la place de la Halle avec ses prolongements, la rue de la Harenguerie, la rue aux Fromages, la rue du Puits-Tiphaine et la rue du Chat-Haret. En dépit de la survivance d'une bonne partie de l'enceinte, les archéologues ont calculé de différentes superficies pour la cité fortifiée, et sont parvenus à des circonférences différentes de la muraille. Marc Durand, pendant longtemps archéologue municipal de la ville de Senlis et dernier scientifique à s'être consacré à l'exploration de l'enceinte gallo-romaine, est arrivé à une superficie de 6,38 ha et une circonférence de 943 m. Adrien Blanchet a calculé une superficie de 8,55 ha et une circonférence de 840 m.

#### Les portes et poternes
La cité de Senlis ne disposait que de deux portes ouvertes à la circulation : la porte de Paris ou de Beauvais, située sur la rue vieille de Paris, au sud ; et la porte Bellon ou de Rheims, située sur la rue du chancelier Guérin, au sud de l'ancien évêché. (Des traces en sont toujours visibles sur le mur extérieur de ce dernier, désignées par une plaque.) Chacune de ces deux portes était flanquée de deux tours. Outre les portes, il y avait jusqu'à quatre poternes, dont la datation reste incertaine ; elles peuvent en partie dater du Moyen Âge seulement. La première se situait à l'ancienne entrée principale du prieuré Saint-Maurice, place Saint-Maurice, à l'emplacement exact de l'actuel portail. Eugène Müller l'a appelée poterne Aiguillère, nom que porte également une poterne de l'enceinte de Philippe-Auguste. Une seconde poterne était située dans le parc de l'ancien château royal. Elle a été bouchée pour moitié à une date incertaine, puis entièrement, vers la fin du XIXe ou le début du XXe siècle. La poterne de la Bancloque n'a été découverte qu'en 2005 lors de fouilles à la suite d'un affaissement de terrain, à l'ouest de la place de la Halle. La quatrième poterne correspond à la « fausse Porte » actuelle, rue de la Treille. Toutefois, cette porte n'est pas la poterne antique, qui a été élargie : les vestiges de l'ancienne voussure de l'étroite porte restent présents dans l'intrados, en sortant de la cité à gauche. En ce qui concerne la « fausse porte Saint-Rieul » dans la rue de Villevert (nommé ainsi par distinction avec la porte du même nom dans l'enceinte de Philippe Auguste), sa datation pose problème, mais il est quasiment certain qu'elle ne soit que médiévale. La porte Bellon a survécu le plus longtemps, elle a été démolie en 1805. Des fouilles archéologiques effectuée en 2013 par le Conseil général de l'Oise dans la rue Bellon ont mis au jour un certain nombre de sarcophages et de tombes du haut Moyen Âge dans l'axe de la porte Bellon, ce qui laisse supposer qu'elle était bouchée à cette époque et que seule la porte de Paris permettait d'entrer dans le castrum aux murs rehaussés à la même époque.

#### Les tours
Les différents auteurs ayant écrit sur l'enceinte gallo-romaine de Senlis ne citent pas tous le même nombre de tours. En effet, deux tours ne figurent plus sur les cadastres postérieurs à la Révolution, ce qui explique le chiffre de vingt-huit tours souvent cité. D'autre part, l'on peut considérer les tours accompagnant les deux portes de la ville comme faisant partie des portes, ou bien comme tours indépendantes. En comptant l'ensemble des tours, l'on arrive à un nombre de trente. La distance moyenne entre les tours était donc de 31 m, ce qui était une densité exceptionnelle comparée aux autres cités romaines en Europe. Abstraction faite du cas extrême de Barcelone avec une distance moyenne de 17 m seulement, Lugo (Espagne) et Le Mans étaient les uniques villes à présenter une meilleure couverture que Senlis. Des vingt-six tours sans compter celles des portes, subsistaient vingt-deux au XVIIIe siècle, selon le chanoine Afforty, comparé aux quinze tours encore debout au début du deuxième millénaire.

#### Technique de construction

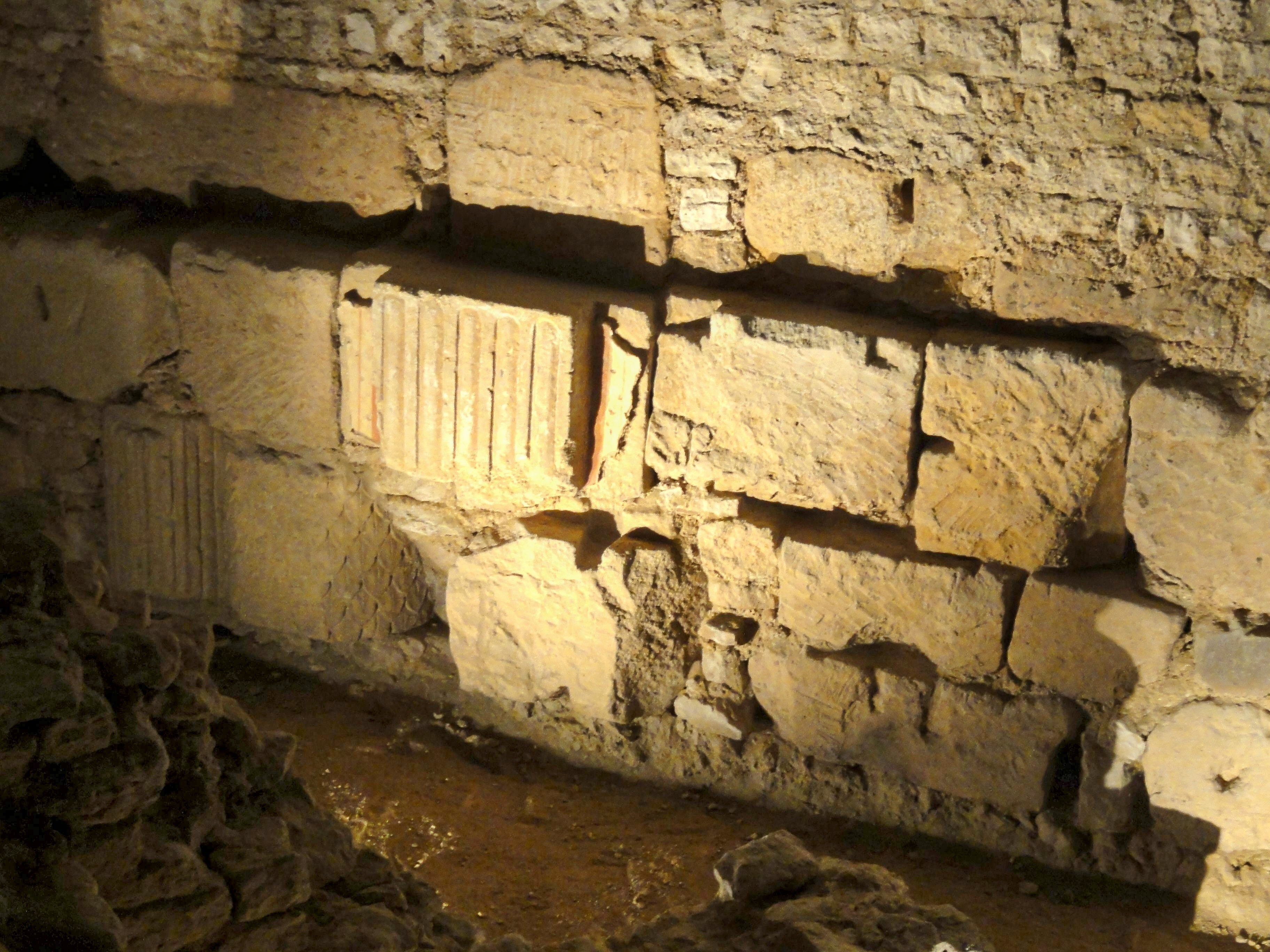
Fondations avec des vestiges lapidaires.

Les tours sont carrées vers l'intérieur de la ville et arrondies vers l'extérieur. Elles sont pleines jusqu'au sommet de la muraille, ce qui permet d'affirmer qu'elles ont été construites en même temps. Au départ, toutes les tours étaient identiques. Le roi Clovis Ier a lancé des travaux d'amélioration des fortifications de Senlis vers l'an 500, qui n'étaient probablement pas terminés à sa mort en 511. Les tours ont alors été rehaussées d'un étage, comportant une salle et des ouvertures. Ainsi, 180 à 220 années se sont écoulées entre la construction de la muraille primitive et l'achèvement de cette seconde campagne de construction. La datation de ces étages supérieurs a fait l'objet de controverses scientifiques ; l'on était longtemps persuadé qu'ils étaient quasiment aussi anciens que le mur d'enceinte.
L'appareillage des murs est différent vers l'intérieur et vers l'extérieur de la cité. Aux endroits où la surface de la muraille est encore intacte, l'on n'aperçoit que le parement, qui est fait de petites pierres cubiques. Entre ces deux couches extérieures sans fonction statique, l'on trouve, selon Marc Durand, « un blocage extrêmement compact et dur. C'est un mortier de chaux, appelé aussi opus cæmenticium, comprenant de la caillasse, du sable et des morceaux de tuile pilée ; le liant étant plus important des deux tiers de la charge ». Tous les 1,25 m, un lit de tuiles de 3 cm d'épaisseur est intercalé. Les fondations sont construites à sec,,.

### Protection

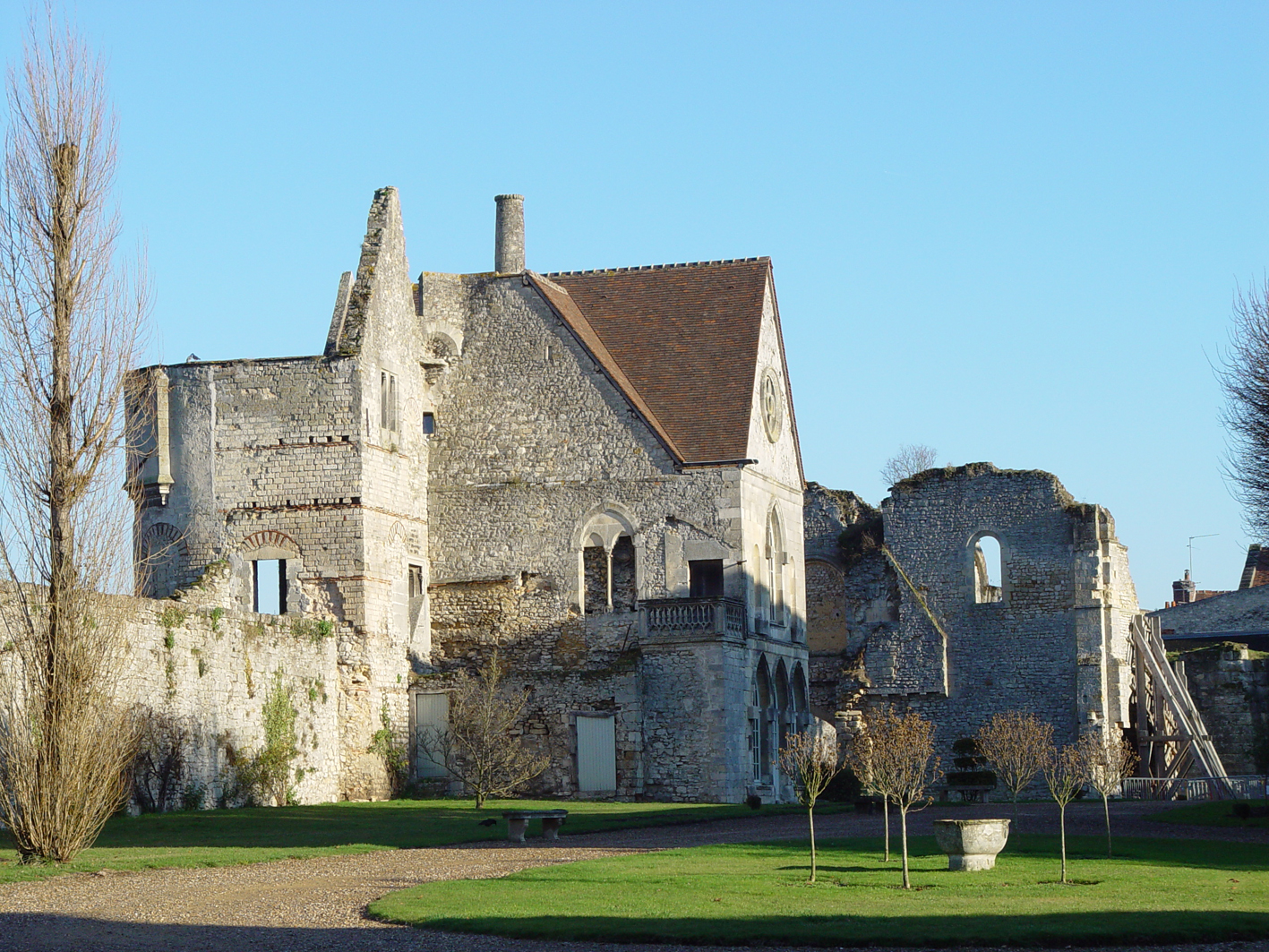
Vestiges du château royal ; à gauche, la tour no 28 transformée en oratoire sous Charles V.

L'enceinte gallo-romaine a été protégée au titre des monuments historiques en plusieurs étapes, à commencer par la poterne dite « la Fausse porte » et les parties des remparts y attenant, inscrites par arrêté du 5 avril 1930, rectifié par arrêté du 9 juillet 1930. Puis, la tour gallo-romaine derrière l'hôtel de Vermandois a été classée par arrêté du 20 juillet 1942. Dans l'après-guerre, la « tour des Anges » en tant qu'élément de l'ancien évêché avec son oratoire aménagé au XVe siècle a été classée par arrêté du 17 septembre 1964. Avec un intervalle de plus de trente années, l'ensemble des vestiges du mur gallo-romain compris entre la rue Villevert et la rue de la Treille, soit pour l'essentiel le périmètre du parc de l'ancien château royal de Senlis et prieuré Saint-Maurice, ont été classés par arrêté du 6 novembre 1995. Finalement, la majeure partie de l'enceinte gallo-romaine qui n'était pas encore protégée a été inscrite par arrêté du 9 avril 1999.
Le site de l'enceinte gallo-romaine a été pour partie inscrit sur la base du Code de l'environnement (art. L.341-1 à L. 341-22 et art. R.341-1 à R.341-27, issus de la loi du 2 mai 1930 ayant pour objet de réorganiser la protection des monuments naturels et des sites de caractère artistique, historique, scientifique, légendaire ou pittoresque). L'arrêté du 17 décembre 1948 porte sur le château royal et ses abords, ainsi que sur la rue de la Treille, où se situe la poterne dite « la Fausse porte ». L'ensemble des remparts gallo-romains se situe au sein du périmètre du secteur sauvegardé de Senlis, instauré par arrêté du 20 septembre 1965.

### Vestiges

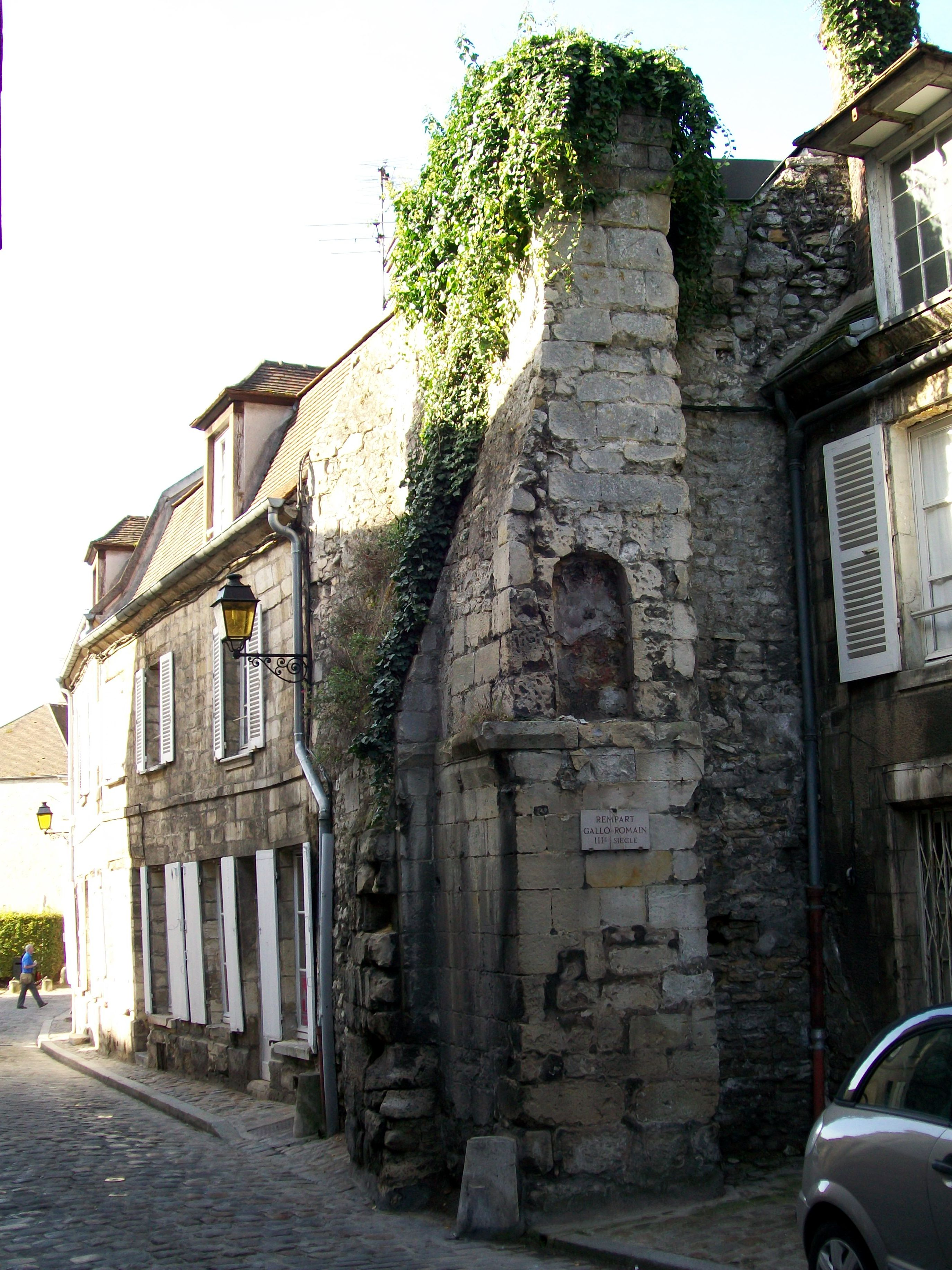
Vestige de la « fausse porte Saint-Rieul », rue de Villevert, percée au Moyen Âge.
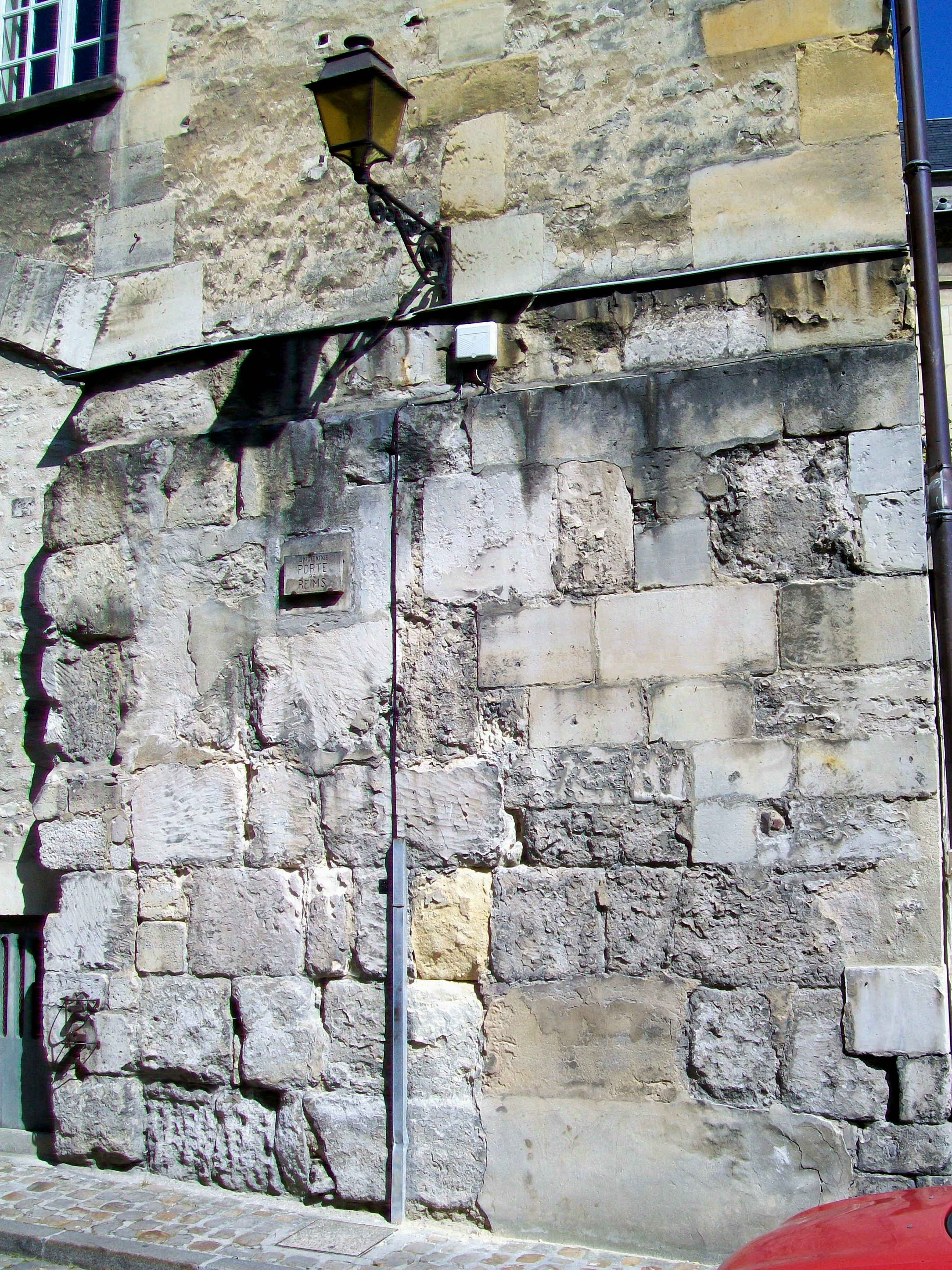
Vestige de la « porte de Rheims » démolie en 1806, sur l'ancien évêché, rue du chancelier Guérin.
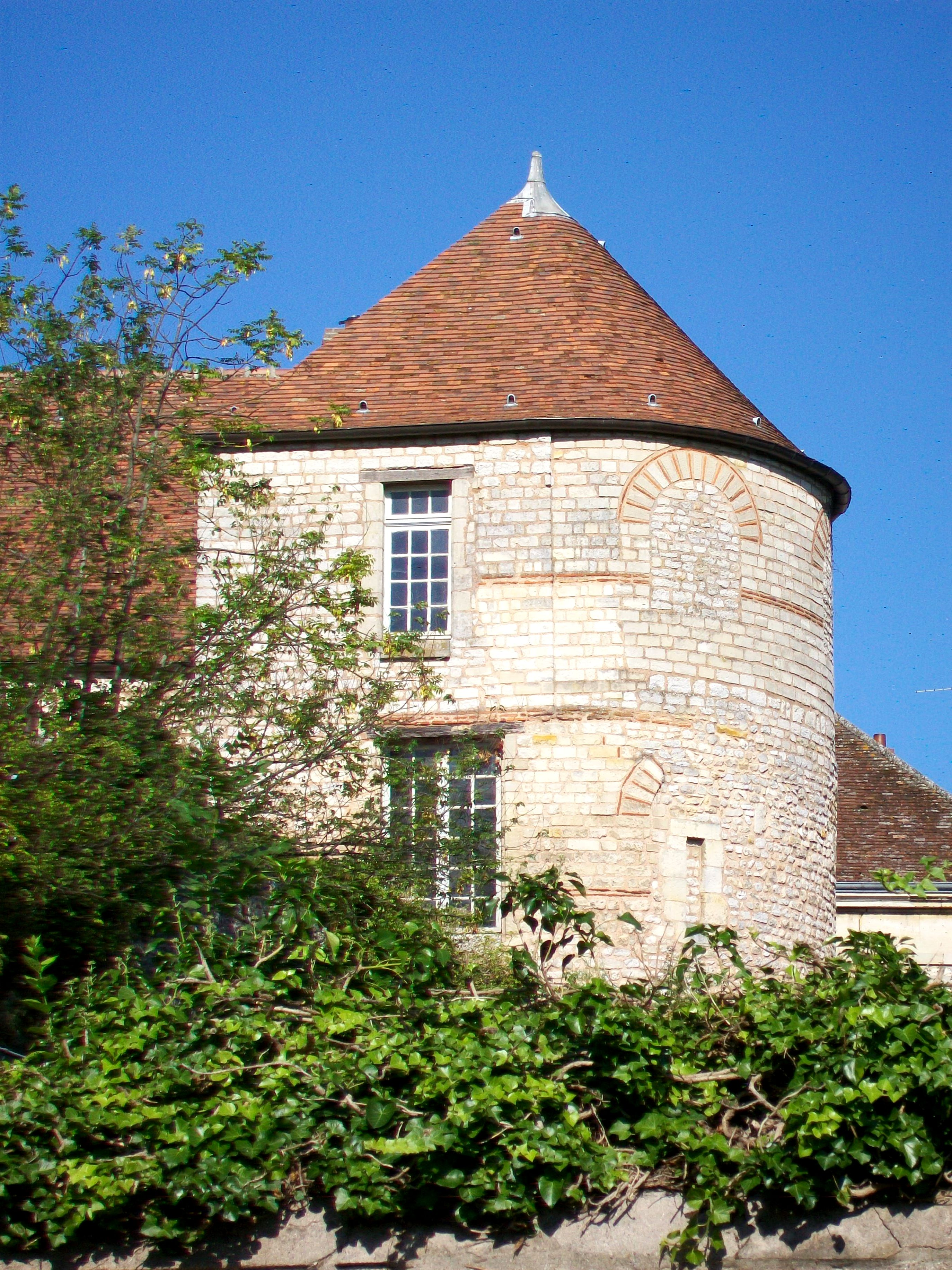
La tour no 1 ou « tour de Vermandois », derrière l'hôtel du même nom.
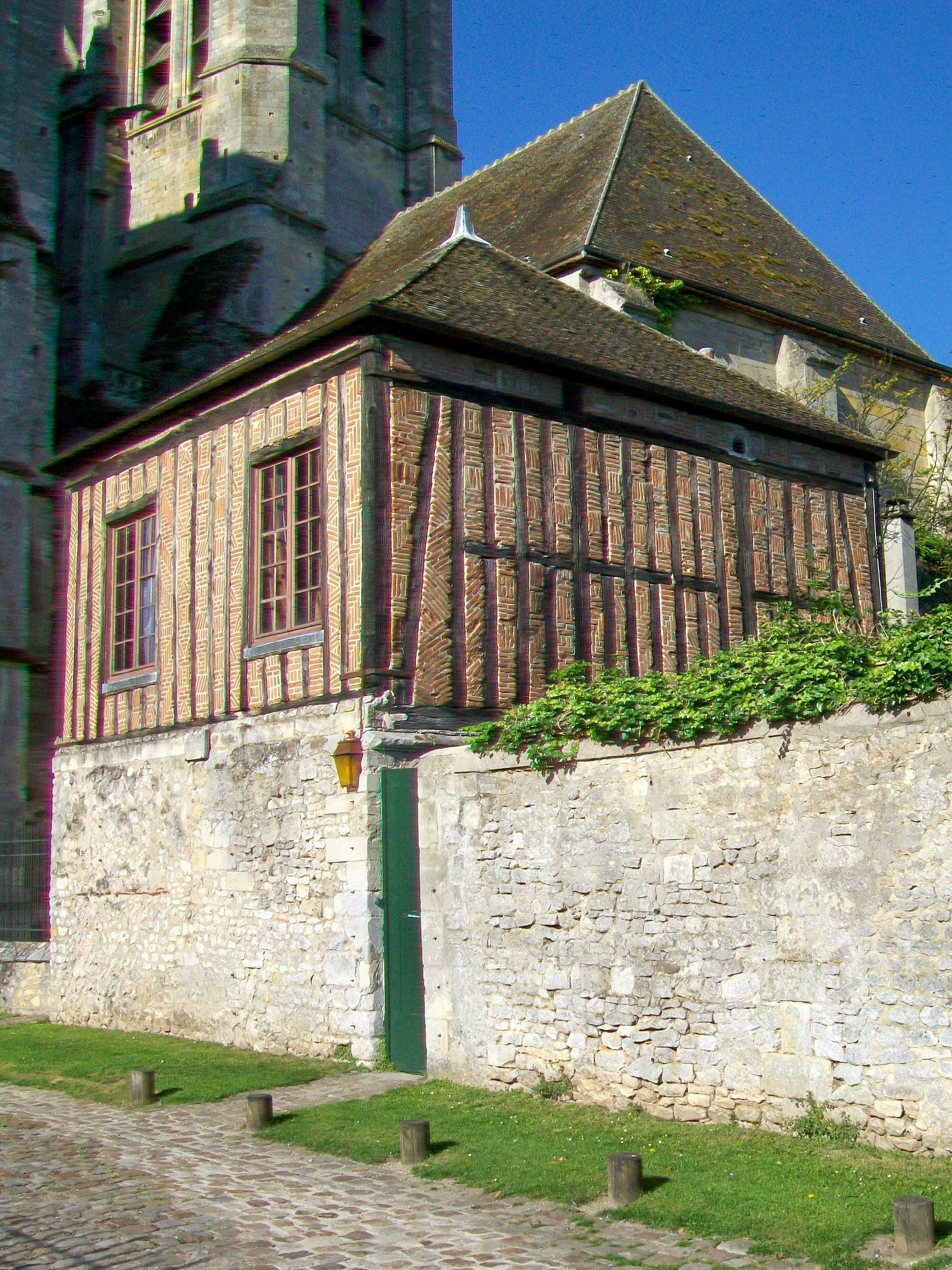
La tour no 2 ou « tour de la Bibliothèque », servant de base à la bibliothèque du chapitre Notre-Dame.
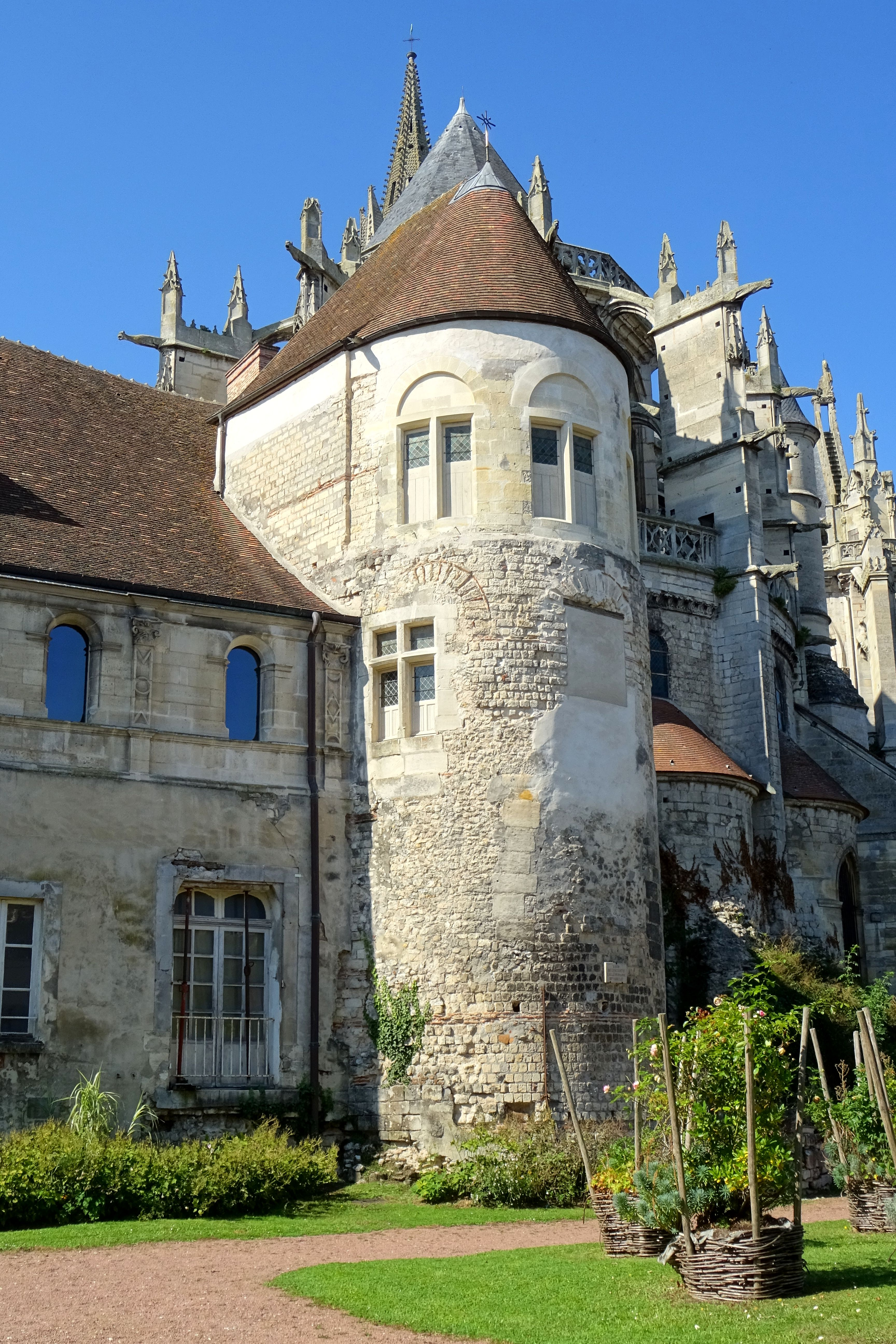
La tour no 4 ou « tour des Anges » et vestiges de l'enceinte gallo-romaine dans l'ancien évêché.

Les trois quarts de la superficie du castrum gallo-romain sont perdus, les constructions du Moyen Âge avec les caves et les carrières souterraines n'en ayant laissé que d'infimes traces. Le dernier quart correspond notamment aux grandes places publiques et quelques jardins privés, qui n'ont été fouillés que très partiellement. L'organisation spatiale de l'Augustomagus antique reste toujours inconnue. Ainsi la muraille demeure le principal vestige de la cité gallo-romaine. Elle est en grande partie englobée dans des propriétés privées, et délimite des terrains limitrophes. Les endroits où on peut l'apercevoir depuis le domaine public sont, à l'intérieur de la cité, le parc de l'ancien château royal et le square Vernet près de la collégiale Saint-Frambourg ; et à l'extérieur de la cité, le jardin du Roy et le jardin derrière l'ancien évêché. Parmi les autres vestiges, on trouve les traces de la porte Bellon ou de Rheims, rue du chancelier Guérin, et les traces de la poterne de la rue de la Treille, dans l'intrados de la « Fausse porte » (voir ci-dessus).
Les quinze tours survivantes de la muraille gallo-romaine sont les suivantes, dans le sens de l'horloge, en commençant au nord :
- la tour no 1 ou « tour de Vermandois », accolée à l'arrière de l'hôtel de Vermandois, place du Parvis Notre-Dame ;
- la tour no 2 ou « tour de la Bibliothèque » du chapitre, réduit à servir de fondation à ce petit bâtiment à colombages près du portail septentrional de la cathédrale ;
- la tour no 4 ou « tour des Anges », incorporée à l'ancien évêché ;
- la tour no 8 ou « tour Saint-Hilaire », du nom de l'ancienne église paroissiale, au nord de l'ancienne collégiale Saint-Frambourg (non visible depuis le domaine public) ;
- la tour no 10 ou « tour Carlier », au sud de Saint-Frambourg, près du square Vernet ;
- la tour no 12 ou « tour Saint-Nicolas », immédiatement au nord de l'étroit passage public menant de la place de la Halle au square Vernet, donnant directement sur une maison avec la façade extérieure, habitée et non identifiable depuis le square Vernet ;
- la tour no 18 ou tour « Henri IV », derrière la première maison de la rue Léon-Fautrat, au nord (non visible depuis le domaine public) ;
- la tour no 19 ou « tour carrée », écroulée à la fin du XIXe siècle et reconstruite de manière simplifiée comme tour carrée, derrière une maison rue Léon-Fautrat (non visible depuis le domaine public) ;
- la tour no 20 ou « tour de la Chancellerie », mitoyenne à l'hôtel de la Chancellerie et habitée, rue de la Treille, visible depuis la « Fausse porte » ;
- la tour no 21 ou « tour du Puits-Tiphaine », dans le jardin de l'ancien hôtel Étoile d'Or, anciennement de la Belle-Image, derrière la 6, rue du Puits-Tiphaine, visible lors des journées européennes du patrimoine ;
- la tour no 22 ou  « tour du jardin Saint-Maurice », à l'extrémité sud-ouest du parc de l'ancien château royal, et donnant de l'autre côté sur le jardin de la 10, rue due Puits-Tiphaine ;
- la tour no 24 ou « tour Vénerie nord », encastrée dans une maison à l'ouest du musée de la Vénerie ;
- la tour no 25 ou « tour Saint-Maurice », à gauche de l'ancien portail du prieuré Saint-Maurice, accessible depuis la place Saint-Maurice ;
- la tour no 28 ou « tour de l'Oratoire », derrière la chapelle royale Saint-Denis ruinée, au parc de l'ancien château royal, défigurée par une fenêtre en tiers-point aménagée sous Charles V ;
- la tour no 29 ou « tour des Gardes », mitoyenne des ruines du château royal, bien visible depuis le Jardin du Roy, rue du Chat-Haret.

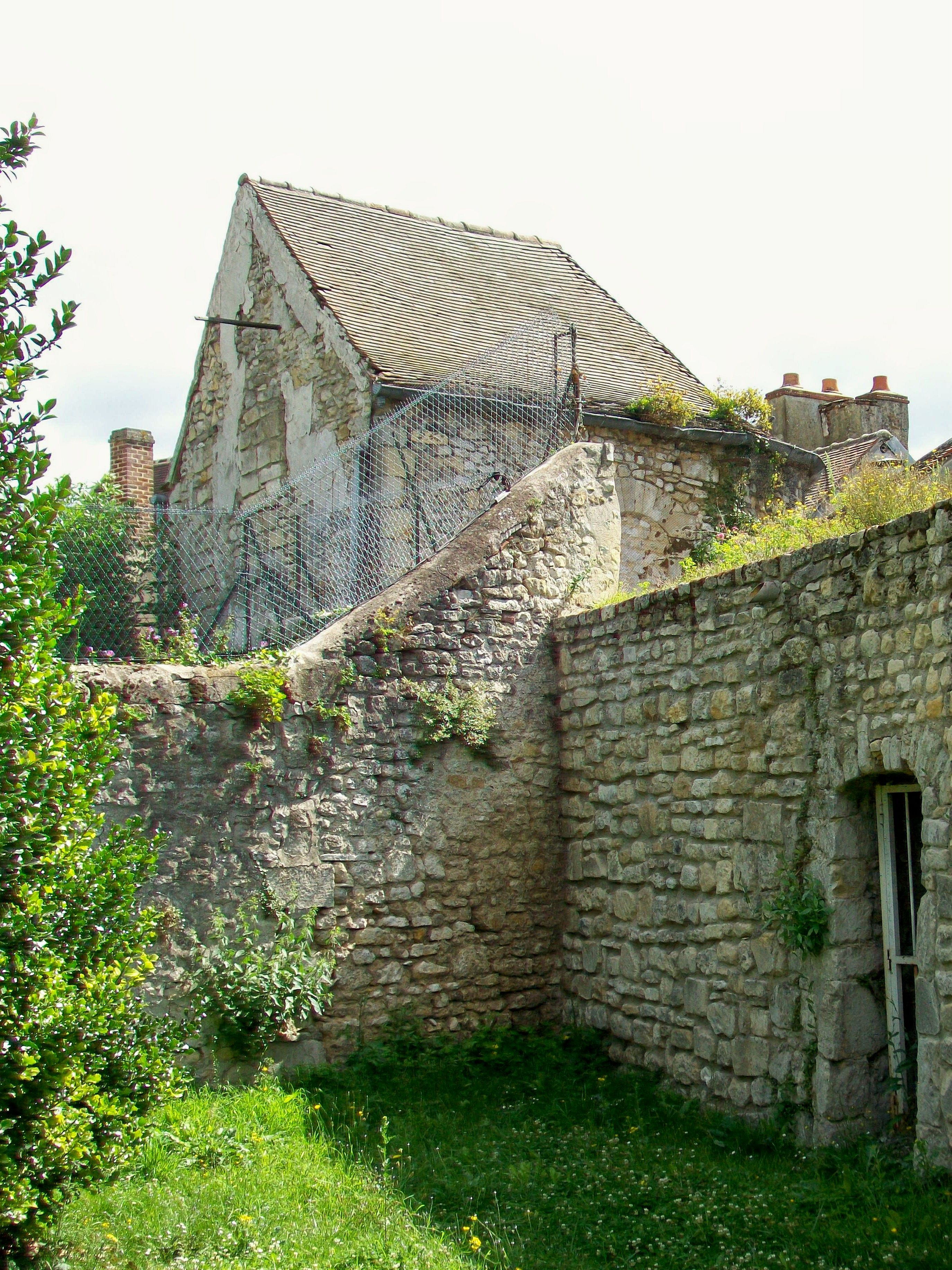
La tour no 10 ou « tour Carlier » de l'enceinte gallo-romaine, au sud de l'ancienne collégiale Saint-Frambourg.
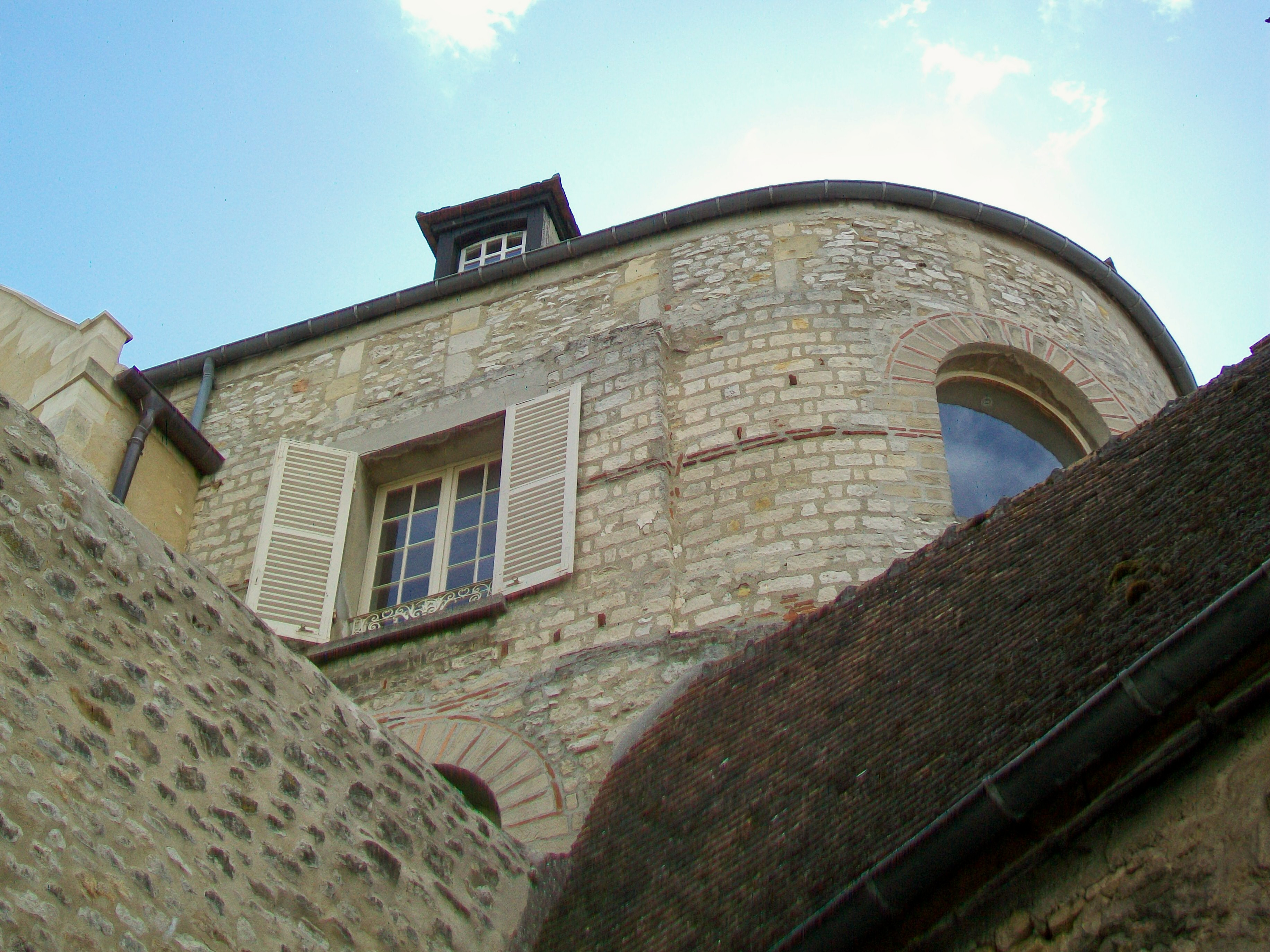
La tour no 20 ou « tour de la Chancellerie », à l'arrière de l'hôtel du même nom, rue de la Treille.
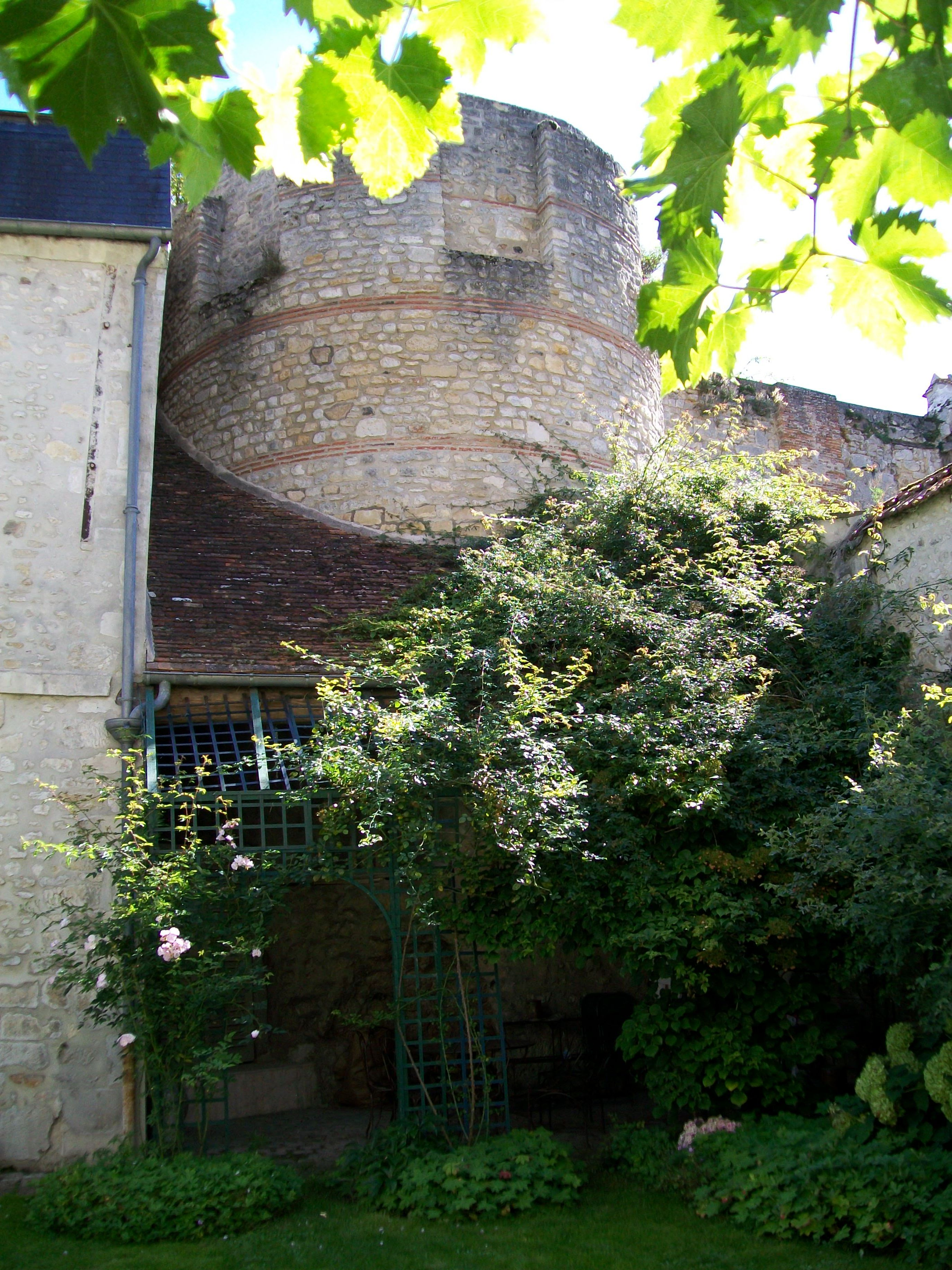
La tour no 21 ou « tour du jardin Saint-Maurice » côté ouest, 10 rue du Puits-Tiphaine.
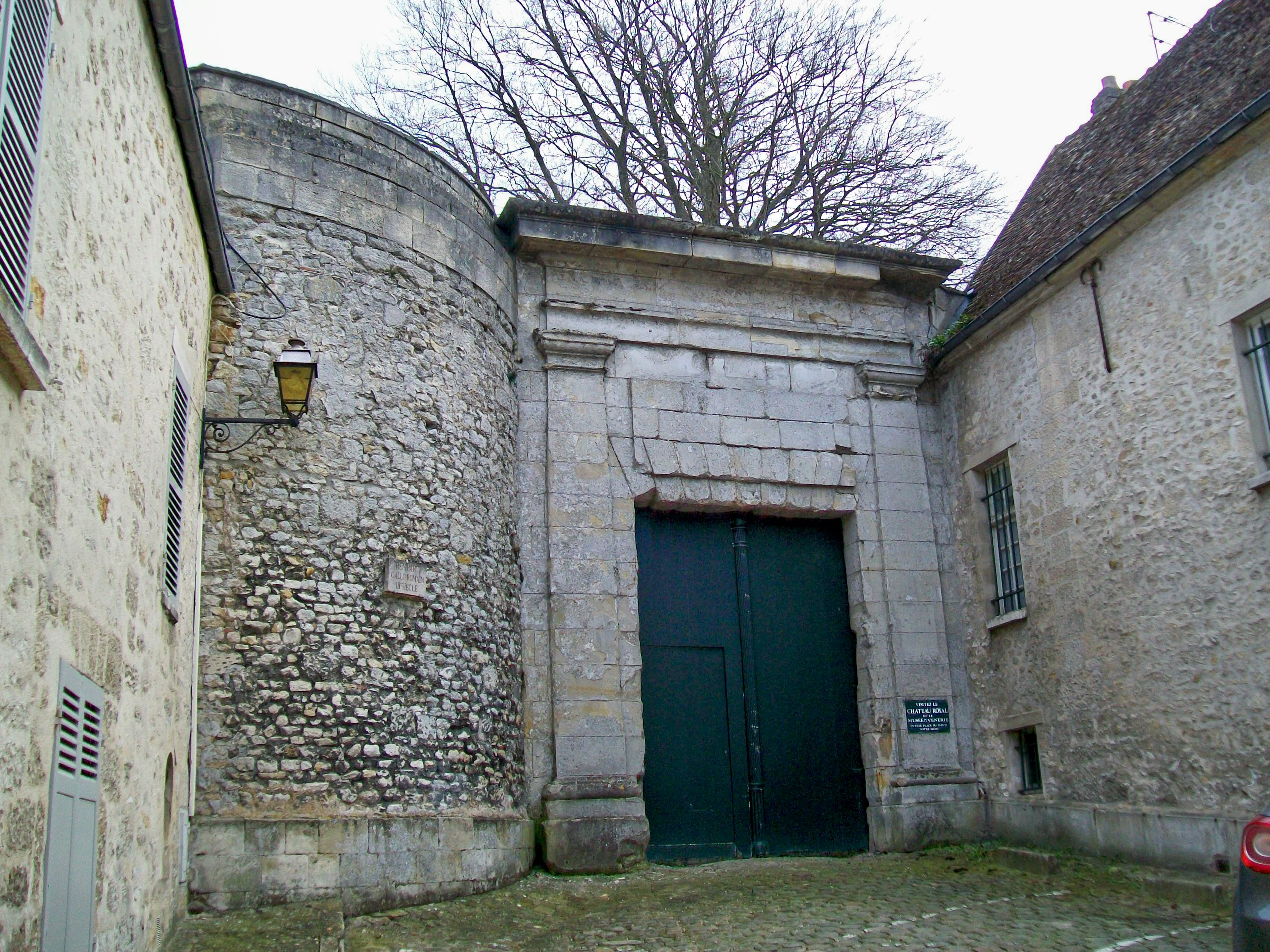
La tour no 25 ou « tour Saint-Maurice », à gauche du portail ouest du jardin du château royal.
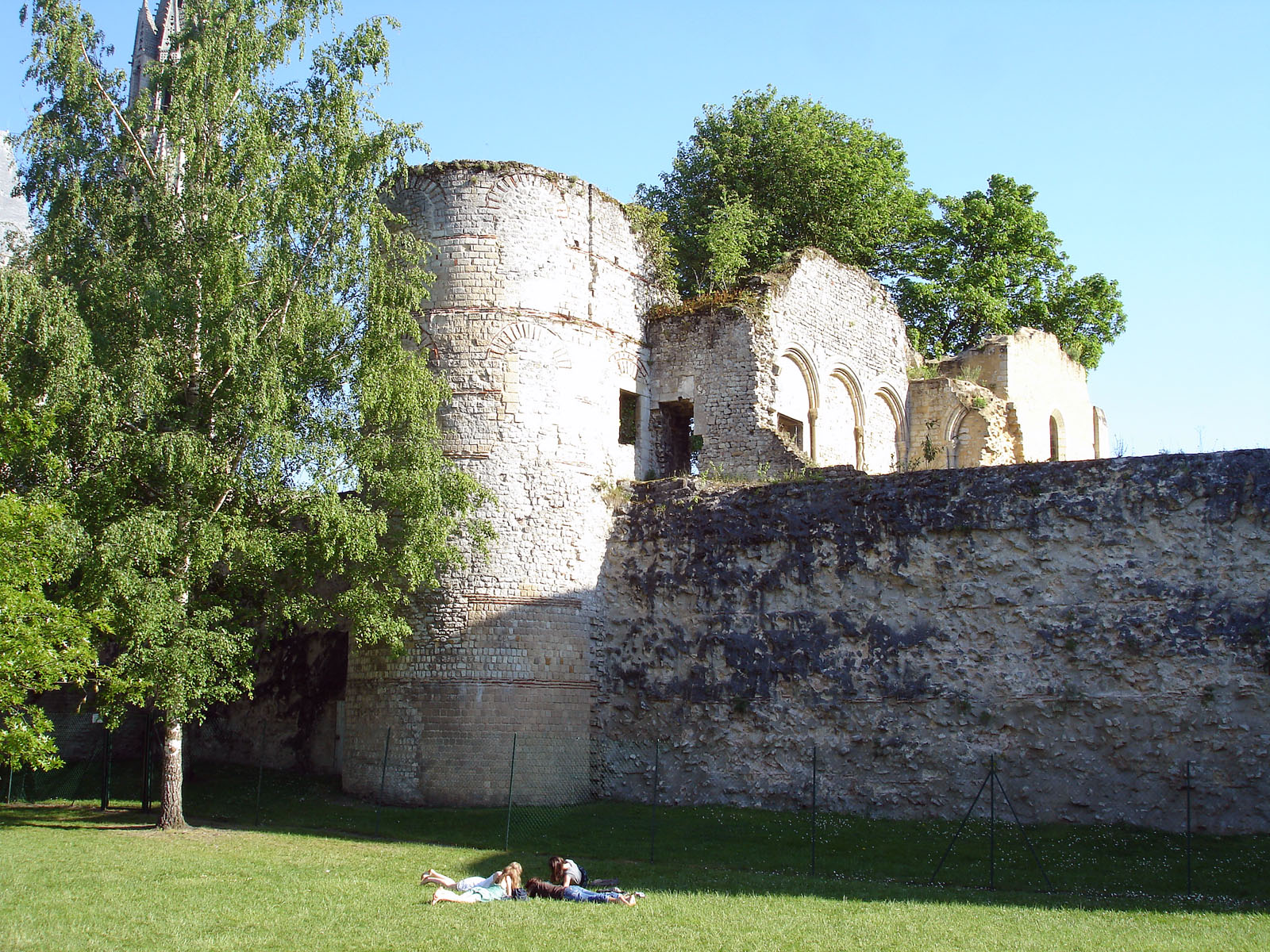
Le rempart gallo-romain avec la tour no 29 ou « tour des Gardes » dans le Jardin du Roy.

Des vestiges archéologiques subsistent de la plupart des autres tours. La tour no 13 ou « tour de la déesse de la Raison » a été détruit par une pelleteuse en 1995, accidentellement selon le promoteur immobilier commanditaire des travaux, ce qui parut toutefois peu vraisemblable, et ceci en dépit des affirmations du promoteur de vouloir conserver la tour.

## Les remparts médiévaux

### Histoire

#### La construction et reconstruction
La construction des remparts médiévaux a commencé sous le roi Philippe Auguste vers la fin du XIIe siècle. Cette enceinte n'englobait pas l'ensemble de la ville d'alors. Le quartier Saint-Vincent, qui était encore le faubourg Vietel, ne devait d'abord pas été inclus dans le périmètre de la nouvelle enceinte. Son extension jusqu'à l'abbaye Saint-Vincent en 1287 marque la fin de sa construction. Des améliorations sont encore apportées au système défensif de Senlis pendant les siècles qui suivent, puis des adaptations pour répondre au progrès technique des armes à feu, si bien que pratiquement rien ne subsiste de l'enceinte dite de Philippe-Auguste.
En 1373, les fossés sont élargis. Jusqu'au début du XVe siècle, les portes de la ville restent au nombre de quatre, dont les portes de Saint-Rieul au nord et la porte de Paris au sud, situées sur le même axe que les portes de l'enceinte gallo-romaine du même nom. Les deux autres portes sont celles de Creil à l'ouest et de Meaux au sud-est. Sous le règne de Louis XI, entre 1465 et 1480, les fortifications sont améliorées avec la reconstruction des portes, le doublement de la muraille et la construction d'éperons, de bastions, de tours crénelées, de fossés plus profonds et de contrescarpes, faisant de Senlis une place forte de premier ordre. Au début du XVIe siècle, les reconstructions reprennent, et de grands ouvrages sont ensuite exécutés à partir de 1544 sous Jean-François de La Rocque de Roberval, dont la bastion de la porte de Meaux. Après les dommages subis pendant les guerres de Religion et notamment pendant le siège de Senlis de mai 1589, une ultime campagne de construction est entamée, terminée le 16 juin 1598 et apportant six nouveaux éperons et la plate-forme du Montauban.

#### L'abandon et le démantèlement des remparts
À partir de 1637, soit moins de quarante ans après les derniers travaux, les remparts sont abandonnés : ils ne sont plus entretenus ni gardés. La ville de Senlis vend ou loue des terrains se rapportant aux fortifications, ainsi que des corps de garde et les maisons sur les portes, notamment à partir du dernier quart du siècle. Vers la fin du XVIIe siècle, des maisons sont apparues sur l'enceinte. Or, le domaine royal s'estime propriétaire des fortifications et considère la ville d'usurpatrice, ce que cette dernière conteste : en effet, Henri IV lui avait confirmé la propriété en remerciement de son soutien. De surcroît, les habitants avaient entretenu et réparé les fortifications à leurs propres frais, de Louis XI jusqu'à François Ier. Ainsi, les litiges s'enchaînent jusqu'à la Révolution. Nonobstant, la ville commence à aplanir les terres au nord-est du rempart en 1733, pour aménager ensuite la promenade du cours Thoré-Montmorency (qui existe toujours), en dehors des fossés.
Lors du percement de la rue Royale, l'actuelle rue de la République, à partir de 1753, les brèches dans l'enceinte sont ouvertes : elle a définitivement perdu son importance militaire. Une porte de Compiègne et une porte neuve de Paris, monumentales et purement représentatives, ont encore été construites jusqu'en 1759. Puis, la muraille est successivement décapitée, et les ouvrages tombent en ruines. La démolition systématique commence en 1775, toujours au nord-est entre les portes Saint-Rieul et Bellon. Ces travaux étant trop onéreux pour pouvoir être pris en charge par la ville, des quêtes sont organisées. Le nivellement du rempart Saint-Rieul à côté de l'église est considéré comme une urgence. D'ici, il se poursuit progressivement en direction de la porte Bellon, mais n'est pas mené à terme à la Révolution. Pour les fêtes du 14 juillet 1790, des gradins sont aménagés sur les terres amassées devant la porte de Compiègne, à l'actuel rond-point du cerf. Le fossé est déjà comblé, mais la muraille d'enceinte proprement dite subsiste encore en cet endroit, près de Saint-Rieul. Dans la même année, la municipalité s'inquiète du mauvais état des portes de la ville, représentant un risque de sécurité pour la population.
La démolition active des fortifications entre la porte aux Ânes et la porte Bellon devait commencer en 1808, après la promulgation d'une loi en date du 27 juillet, obligeant les villes d'élaborer un rapport sur les projets d'alignement à donner aux rues, places et carrefours. Étant donné le mauvais état des murailles et portes qui s'avèrent moins solides que l'enceinte gallo-romaine, la ville souhaite toujours s'en débarrasser. Les rues deviendraient mieux aérées, des promenades plus vastes et plus agréables pourraient être aménagées, et le centre-ville pourrait être mieux relié aux faubourgs. Or, jusqu'en 1827, pas grande chose n'est entrepris. Les vantaux en bois délabrés des portes de Creil, Bellon et Meaux sont vendus en 1811. Le plan d'alignement décidé par la ville de Senlis est approuvé par ordonnance royale du 6 mai 1818. Il prévoit notamment la création d'une rue suivant la ligne des remparts au nord : l'actuel boulevard Pasteur et le cours Thoré-Montmorency, qui n'était donc jusqu'alors qu'une promenade. Entre-temps, la ville attend toujours que les fortifications, propriété de la couronne, soient officiellement remises à la ville ; cette dernière ne souhaite apparemment pas renouer avec les litiges des siècles précédents. C'est chose faite avec la charte royale du 6 juin 1827. La vente des terrains totalisant 2,54 ha est censée rapporter 15 233 francs, devant être employés pour le pavage de la nouvelle rue large de 12 m et la plantation d'arbres.
Les riverains acquéreurs de terrains devaient eux-mêmes démolir leur portion du rempart et remplir le fossé sur leur parcelle, et livrer une partie des matériaux récupérés à la ville. Les ventes de terrains et les travaux commencent définitivement en 1828. La démolition des portes fait l'objet d'adjudications spéciales. Ainsi, en moins de dix ans, le démantèlement arrive à son terme avec la démolition de la porte de Compiègne en 1837. Au sud et à l'est, les remparts subsistent : boulevard des Otages, rempart Bellevue, rempart de l'Escalade, mais les portes et toutes les tours sauf une (la tour du jeu d'arc) sont également démolies
,,,,.

### Description
Le nombre exact des tours, et en conséquence leur position, ne sont pas connues à quelques exceptions près. Les noms souvent originaux de plusieurs tours ont laissé des traces dans les documents, mais ils ne permettent pas de les localiser.

#### Les portes de la ville

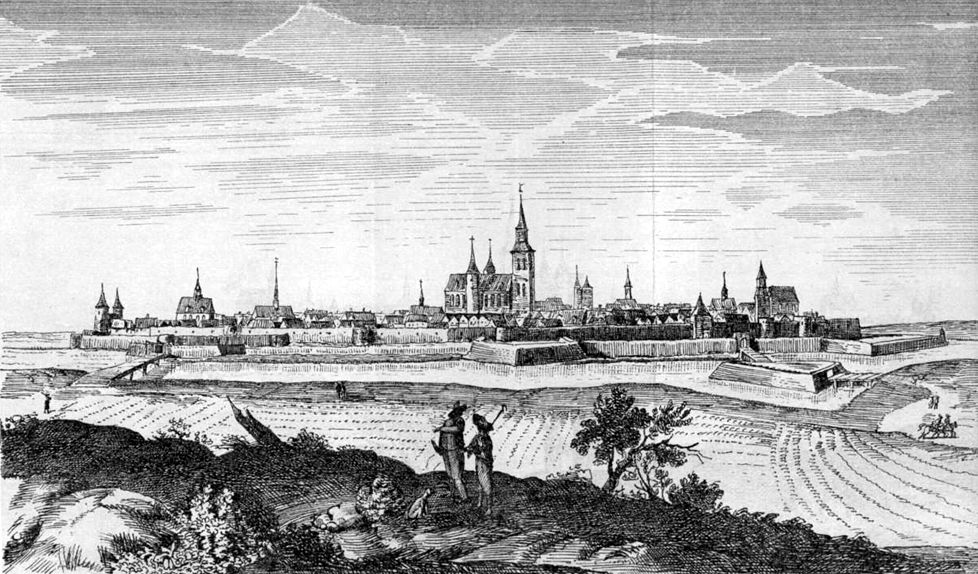
Vue du vieux Senlis avec les fortifications.

Les portes de la ville dans les remparts médiévaux sont présentées dans le sens de l'horloge, en commençant au nord. Les portes n'ont pas toutes existé en même temps ; le nombre minimal ayant été de quatre. Certaines confusions peuvent résulter de difficultés d'interprétation des documents anciens, utilisant parfois des synonymes pour désigner la même porte, ou ne faisant pas de distinction claire entre une porte (ouverte à la circulation routière) et une poterne (destinée uniquement aux piétons). Aucune porte de l'enceinte médiévale n'a survécu à ce jour, et les uniques représentations iconographiques connues datent d'une époque où la démolition de l'enceinte avait déjà commencée.
Entre 1383 et 1402, les registres municipaux mentionnent quatre portes (Saint-Rieul, de Meaux, de Paris et de Creil). En 1480, sont recensées neuf portes et poternes au total. Ne manquent que la poterne des Tisserands qui existe encore de nos jours, et la porte de Compiègne. En 1544 toutefois, il est dit que la porte aux Ânes était l'une des cinq de la ville,, ce qui implique qu'au moins l'une des six portes mentionnées avait été bouchée ou réduite à une poterne, au moins provisoirement.
- La poterne Aiguillère : son existence en 1480 est confirmée par le compte-rendu de la visite du lieutenant-général Nicolas Manessier. Elle a été bouchée par mesure de prudence longtemps avant 1588, et remplacée par un éperon pour protéger les portes voisines de Creil et Saint-Rieul. Des vestiges de la poterne étaient encore visibles en 1756. La rue de la porte Aiguillère, qui relie la rue du Chat-Haret au boulevard Pasteur, à l'est du collège Anne-Marie Javouhey, en est aujourd'hui la dernière réminiscence. Cependant, le tracé de cette ruelle a changé au sud : elle conduisait initialement à la place Saint-Maurice, par l'actuelle emprise du collège[33].

- La porte Saint-Rieul : Elle se situait sur le boulevard Pasteur, près de l'extrémité nord de la rue de Villevert. Cette dernière décrivait un coude et déviait vers l'ouest avant de rejoindre la porte, dont l'axe était parallèle aux remparts, tout comme le pont au-dessus des fossés[34]. Il conviendrait par ailleurs de parler de la porte Saint-Rieul au pluriel, car il y avait une porte interne, appelée « porte Haute », et une porte externe, appelée « porte Basse ». La porte Saint-Rieul fut l'une des quatre portes les plus anciennes, tenant son nom de la grande église du même nom démolie après la Révolution, survivant dans le nom de la paroisse de Senlis. Son existence en 1480 est confirmée par le compte-rendu de la visite du lieutenant-général Nicolas Manessier. Elle a ensuite été rebâtie en 1500 (pour la porte basse ?)[35], respectivement 1554 pour la porte Haute du XIIe siècle, à l'occasion de la construction de l'éperon[33]. La porte existe toujours à la fin de la dernière campagne de travaux sur les remparts, entre 1588 et 1598[36]. La porte Basse était un édifice imposant, haut de trois étages, surmonté de mâchicoulis, présentant un énorme blason au milieu de la façade, avec un portail de style gothique. Le bâtiment a dû être flanqué de tours, car les représentations les plus anciennes (autour de 1800) montrent des vestiges de constructions mitoyennes latérales. Il y avait en outre une plus petite porte latérale dédiée aux piétons. Quant à la porte Haute, elle présentait un aspect romantique, évoquant davantage le portail d'une ferme. Le rez-de-chaussée ne comportait que le portail, et une maisonnette de garde y était accolée. L'étage était en colombages[37]. L'ensemble a été démoli en 1828[28].

- La poterne Saint-Sanctin : Cette poterne  située dans l'axe de la rue Saint-Pierre a été mentionnée dès 1279 et fut accompagnée alors d'une tournelle[38]. Peu de renseignements existent quant à son sujet. Le nom provient de la proximité avec la chapelle du même nom, démolie en 1547 en raison de son mauvais état. Son existence en 1480 est confirmée par le compte-rendu de la visite du lieutenant-général Nicolas Manessier. Elle a été bouchée par mesure de prudence longtemps avant 1588, sans doute lors du rehaussement et élargissement du rempart entrepris après la démolition de la chapelle[39].

- La porte de Compiègne : Sa première pierre n'a été posée que le 7 septembre 1753, alors que la rue de la République fut percée dans le cadre de la construction du nouveau tracé de la future RN 17. L'architecte fut M. Peyronnet. Il avait conçu un bâtiment représentatif de style classique, qui était plus proche d'une porte triomphale que d'un ouvrage défensif, et ne pouvait guère assurer une fonction militaire. La porte se situait près de l'actuel rond-point du Cerf, devant le Champ-de-Mars, scène de plusieurs événements mémorables de la ville de Senlis, dont la fête de l'Être suprême le 8 juin 1794 et la visite du roi Louis-Philippe, le 5 août 1832. En 1837, la porte de Compiègne fut la dernière à tomber sous les haches des démolisseurs ; ce fut en même temps le point final des démolitions du rempart médiéval[40],[41],[42].

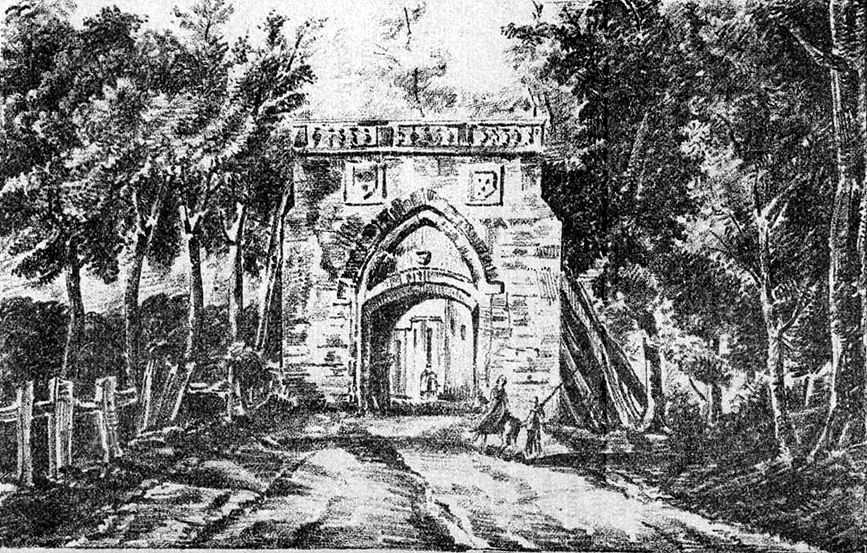
Ruine aujourd'hui disparue de la porte Bellon, rue Bellon, au nord-est de la ville.

- La porte Bellon, de Mello ou de Reims : Cette porte a été mentionnée dès 1166 comme porte Balantum. Elle changea souvent d'appellation: de Reims (1182), Bellonis (1225, 1339, Bidentum, de Mello et de Meloto (entre 1245 et 1522), Merlo, Merlou ou Merle (1417, 1569). Ces appellations portent sur deux portes distinctes, situées sur un même axe : En 1166, ce fut une porte dans l'enceinte gallo-romaine, rue du chancelier Guérin, au sud de l'évêché, près de l'entrée de la bibliothèque municipale. Les maisons de l'actuelle rue Bellon formaient alors le faubourg Ballantum, Bidentum, Bellongus ou Bellonis. La porte Bellon dans l'enceinte médiévale a été reconstruite au XVe siècle en raison de son mauvais état. Le passage de la route, dans l'allure d'un tunnel, était voûté en berceau sous un arc de décharge ogival, faisant transparaître l'architecture gothique. Une chambre haute la surmontait. La protection était assurée par un éperon devant la porte, et un passage secret appelé « moineau » permettait de quitter la ville discrètement en cas de besoin. L'entrée dans la ville se faisait par un pont-levis entre 1560 et 1604, puis par un pont dormant en bois entre 1619 et 1696. La porte Bellon a été partiellement démolie en 1805[39],[43],[44],[45]. Le passage voûté resta encore en place pendant un certain temps ; il est démoli en 1829[28].

- La porte de Meaux : Ce fut l'une des quatre portes les plus anciennes. Son existence en 1480 est confirmée par le compte-rendu de la visite du lieutenant-général Nicolas Manessier. La porte existe toujours à la fin de la dernière campagne de travaux sur les remparts, entre 1588 et 1598. Aujourd'hui, seuls un passage voûté en berceau et les murs latéraux demeurent. Une gravure de 1789 la présente déjà ruinée, alors qu'elle est encore partiellement intacte sur des représentations de la période 1830-1850. Il y avait deux portes successives, comme à la porte Saint-Rieul. L'actuel passage voûté était le rez-de-chaussée de la porte interne. Son style relève de l'architecture militaire, avec absence d'éléments de décor. La porte externe se situait au début des murs latéraux, à l'extrémité occidentale du bastion. À gauche, elle était flanquée par une grosse tour. Le bâtiment comportait un étage, qui laissait apparaître vers l'extérieur les fentes pour les cordes supportant le pont-levis. Un pont en pierre de sept arches a toutefois été construit vers la fin du XVIe siècle. Sur les dessins d'époque, le toit manque déjà ; c'était un toit ordinaire à deux versants avec les pignons dans la ligne du rempart[46]. L'endroit a fait l'objet de fouilles par l'INRAP en 2010 et 2011[47].

- La poterne Saint-Vincent : Son existence en 1480 est confirmée par le compte-rendu de la visite du lieutenant-général Nicolas Manessir, mais sinon, peu de documents la mentionnent. Elle était associée à l'abbaye Saint-Vincent et lui donnait accès à la Nonette.

- La poterne des Tisserands : C'est la dernière poterne des remparts médiévaux qui subsiste de nos jours. Elle était à double couloir[48], comme l'on peut toujours constater en s'en approchant par la rue de la Poterne. Cette dernière se termine à la poterne et devient ensuite la très courte rue du Dos d'Âne, qui va jusqu'à la Nonette. La fonction de la poterne était de donner aux tisserands et aux mégissiers accès à la rivière, pour laver les tissus et les peaux. L'histoire de la poterne est peu connue, sans doute parce qu'elle n'avait jamais joué un rôle important dans la défense de Senlis.

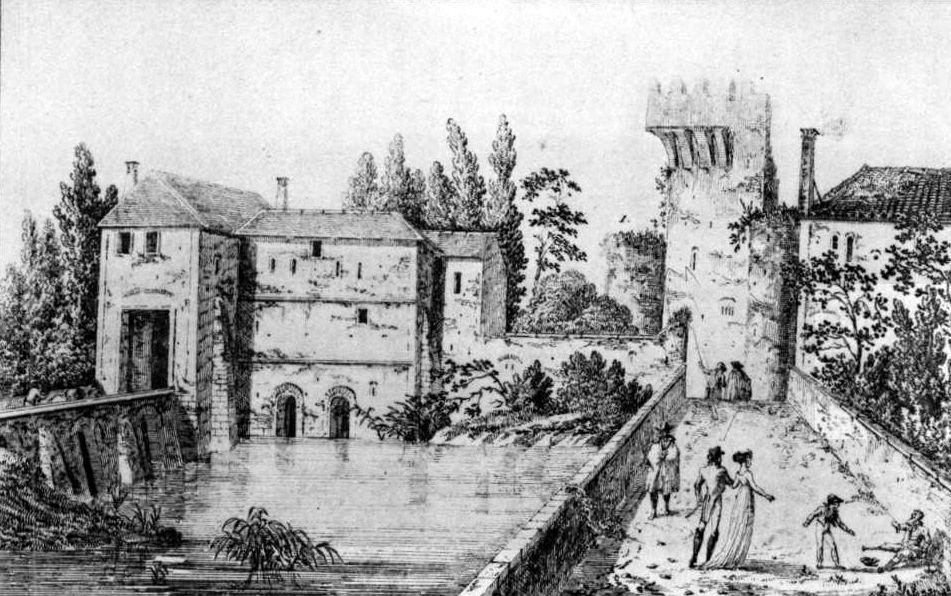
Les remparts de Senlis avec le moulin et passage des Carmes et la tour César.

- La porte de Paris : Ce fut l'une des quatre portes les plus anciennes. Son existence en 1480 est confirmée par le compte-rendu de la visite du lieutenant-général Nicolas Manessier. Détruite pendant le siège de 1589, elle a été reconstruite selon le modèle de la porte de Meaux[29]. Elle était solidement fortifiée, défendue par deux tours avancées, des plates-formes et des « épaules », avec la porte armée d'une herse. Les pieds de la porte étaient baignés par la Nonette déviée, appelée aussi « la nouvelle rivière », et la porte était donc toujours précédée d'un pont, maintes fois reconstruit, en bois puis en pierre à partir de 1622[49]. La porte de Paris a perdu son intérêt avec le percement de la rue neuve de Paris (rue Royale puis rue de la République) en 1753. Sur le plan de Delorme, postérieur à 1753, la porte de Paris est la seule porte à ne pas figurer : elle avait donc déjà été démolie sous l'Ancien Régime. - Subsiste à l'heure actuelle la ruine du bastion de la porte de Paris.

- La porte neuve de Paris : Elle a été construite en 1759 de façon semblable à celle de Compiègne, alors que les remparts avaient perdu leur rôle défensif, puis démolie en 1829[29].

- La porte aux Ânes : Elle doit être postérieure à 1402 ou ne fut alors qu'une poterne. Son existence en 1480 est confirmée par le compte-rendu de la visite du lieutenant-général Nicolas Manessier, et en l'absence de témoignages antérieurs, l'on peut supposer qu'elle ne datait que de la fin du Moyen Âge. Un fossé avec une retenue d'eau se situait à sa proximité. Ce fossé a été vidé en 1526 pour le creuser davantage et remblayer les terrasses des fortifications. La porte aux Ânes se situait près du carrefour de la rue de la Montagne Saint-Aignan avec le boulevard extérieur (boulevard du Montauban au nord du carrefour, et boulevard des Otages au sud du carrefour)[50]. Elle a dû disparaître entre 1555 et la dernière campagne de travaux sur les remparts 1588-1598, la description des remparts alors rédigée ne la mentionnant plus.

- La porte de Creil : Ce fut l'une des quatre portes les plus anciennes. Elle a été mentionnée dès 1238 et était également appelée porte Saint-Nicolas, en raison de la proximité du prieuré de Saint-Nicolas-d'Acy, ou porte du marché, car la principale place du marché se situait près de cette porte au Moyen Âge, à partir de 1212[51]. C'est l'actuelle place Gérard-de-Nerval. L'existence de la porte de Creil en 1480 est confirmée par le compte-rendu de la visite du lieutenant-général Nicolas Manessier, mais dans l'ensemble, peu de détails sont connus sur l'histoire de cette porte. Elle se situait dans l'axe de l'actuelle rue de Beauvais, ville située dans la même direction que Creil. Comme les portes Bellon et de Meaux, elle comportait un passage voûté. Par ailleurs, en 1480, une poterne a été ouverte dans l'enceinte près de la porte de Creil[52],[53]. La porte existe toujours à la fin de la dernière campagne de travaux sur les remparts, entre 1588 et 1598. Elle est démolie en 1826[28].

#### Les éperons
Huit éperons ont été construits sous la direction de Jean-François de La Rocque de Roberval vers le milieu du XVIe siècle et lors d'une dernière campagne de construction, entre 1588 et 1599. Il ne s'agissait pour partie que des mottes de terre, comme ce fut le cas de l'éperon des Dames. Ces ouvrages ont disparu, hormis le bastion de la porte de Meaux. S'y ajoutaient des plates-formes, comme celle du Montauban, qui existe toujours. Les éperons du XVe siècle sont les suivants, :
- l'éperon de la porte de Creil, à l'emplacement de la place des Arènes, au bout de la rue de Beauvais ;
- l'éperon du champ de Marché, sous le boulevard Pasteur, au bout de la rue Anne-Marie Javouhey ;
- l'éperon de la porte Saint-Rieul, au bout de la rue Villevert ;
- l'éperon Saint-Sanctin, pour la construction duquel la chapelle Saint-Sanctin et l'ancienne chantrerie Saint-Rieul ont été démolies, à l'extrémité de la rue Saint-Pierre ;
- l'éperon de la porte Bellon ou carrefour de l'Obélisque, à l'angle des rues Bellon et Saint-Yves-à-l'Argent, démoli en 1829 ;
- l'éperon de la porte de Meaux ou bastion de la porte de Meaux, à l'extrémité sud-est du quartier Saint-Vincent, ouvrage massif et imposant ;
- l'éperon des Dames, devant la poterne des Tisserands (l'ancien emplacement reste visible) ;
- l'éperon de la porte de Paris, à l'extrémité de la rue vieille de Paris, démoli en 1829.

### Protection
Les vestiges restent de la porte de Meaux ont été inscrits au titre des Monuments historiques par arrêté du 5 avril 1930. Dans leur ensemble, les remparts médiévaux ont été inscrits au titre des Monuments historiques par deux arrêtés du 8 mai 1933, un portant sur la tour du Jeu d'arc, et l'autre sur la totalité des remparts, et le site a été inscrit par arrêté du 17 décembre 1948. Cette inscription porte plus particulièrement sur les « boulevards et promenades ceinturant la ville sur une longueur d'environ 2 700 mètres », et inclut les propriétés tant publiques que privées. Par ailleurs, la ligne des remparts médiévaux a été retenue pour définir les limites du secteur sauvegardé de Senlis, instauré par arrêté du 20 septembre 1965. Curieusement, les abords extérieurs des remparts n'entrent pas dans le périmètre du secteur sauvegardé, et une mise en valeur des vestiges de l'enceinte médiévale n'a visiblement pas été envisagée.

### Vestiges
Les démolitions des fortifications de Senlis ont concerné essentiellement les portes, tours, bastions, éperons et fossés. Les remparts proprement dits subsistent sur la majorité de leur parcours, que ce soit proche de l'état d'origine, en de rares endroits, ou comme vestiges. Ces vestiges sont entièrement accessibles à pied, à vélo et même en voiture, en ce qui concerne le rempart des Otages : il a été transformé en route (boulevard des Otages et boulevard du Montauban). Par contre, les abords extérieurs des remparts sont inaccessibles en public, s'agissant aujourd'hui de jardins privés.
Les vestiges des remparts médiévaux sont présentés dans le sens de l'horloge, en partant du nord.

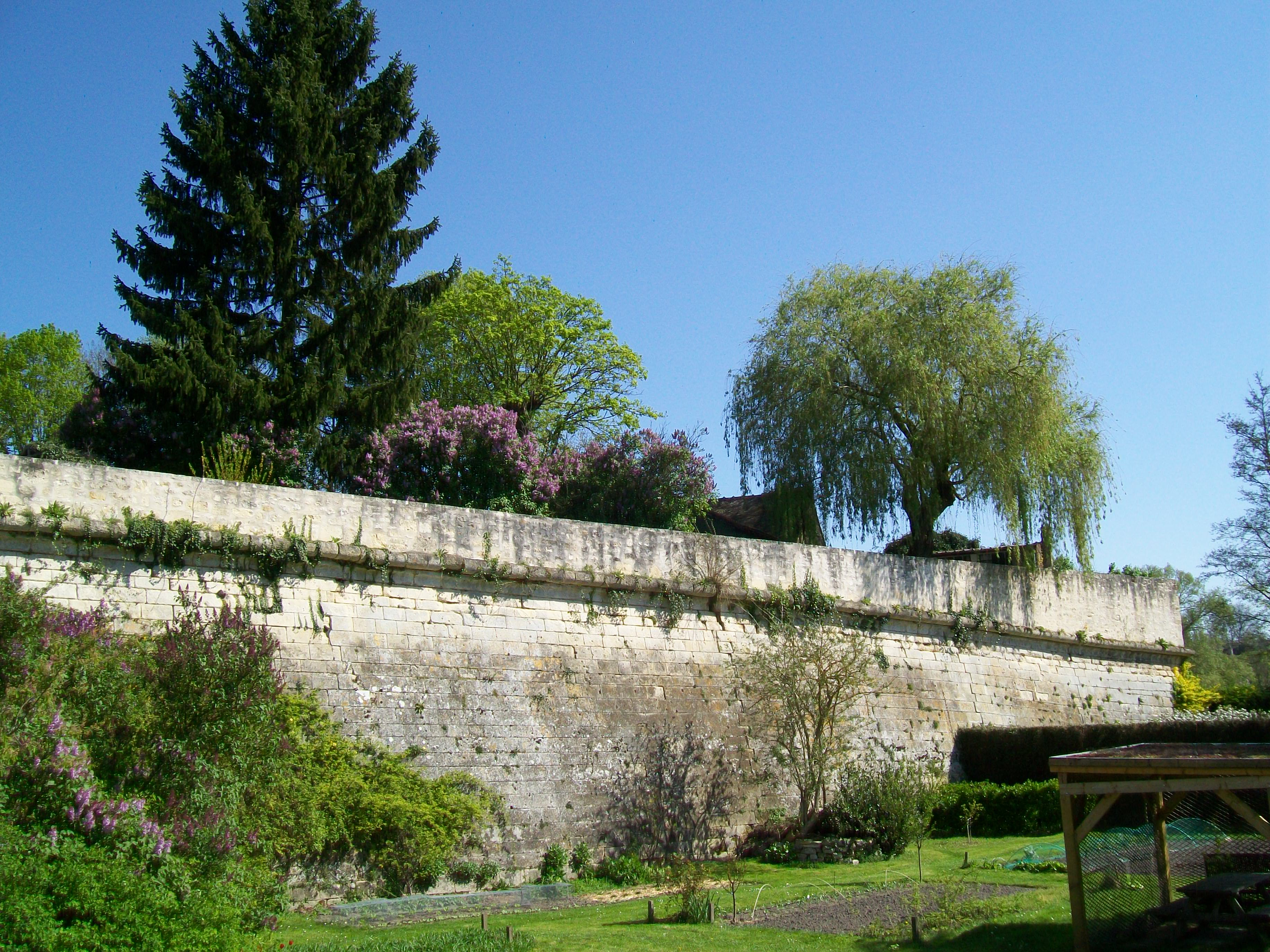
Le bastion de la porte de Meaux de 1544, vue depuis la porte de Meaux.
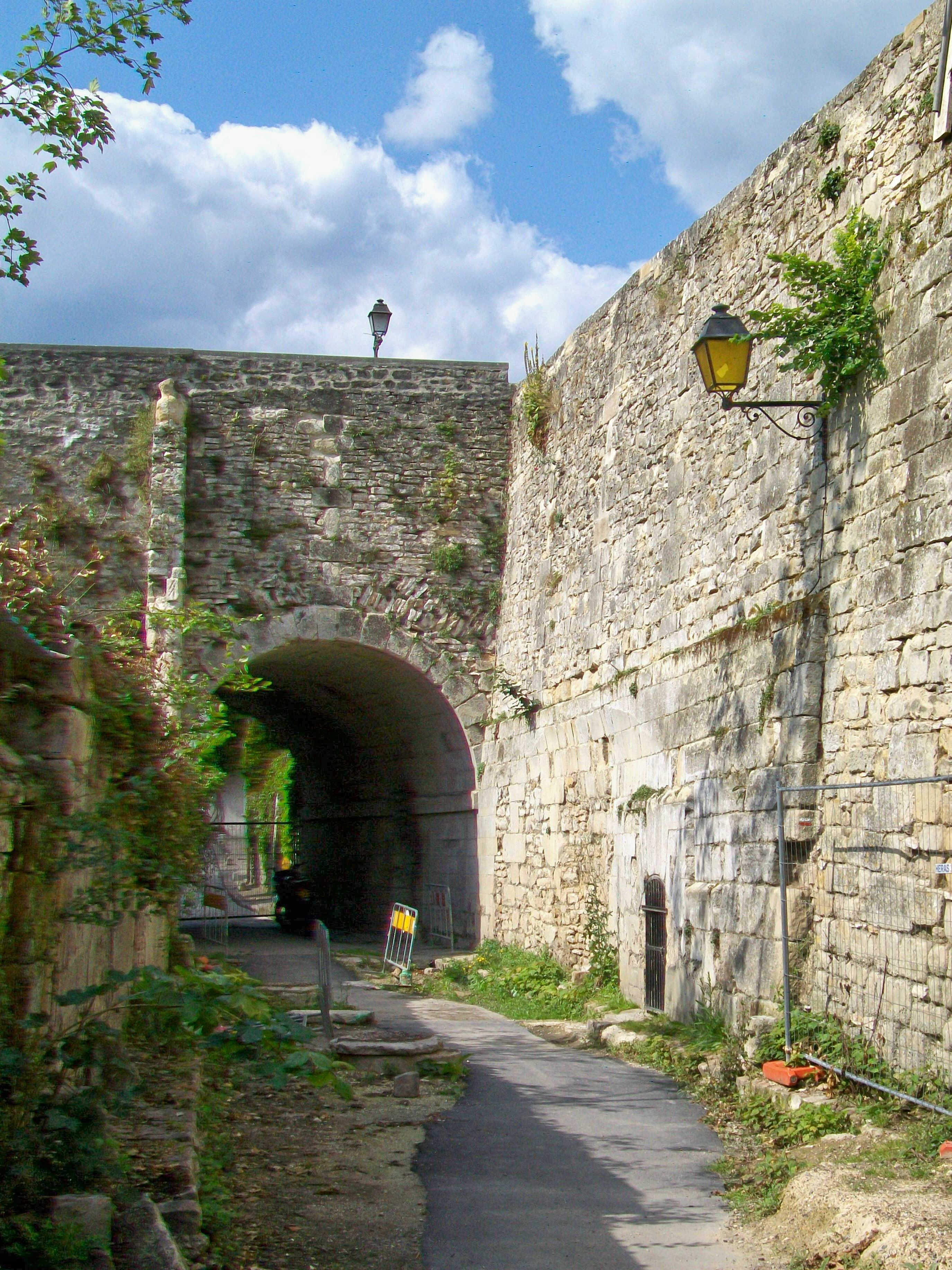
Vestiges de la porte de Meaux - porte intérieure, vue depuis l'extérieur de la ville.
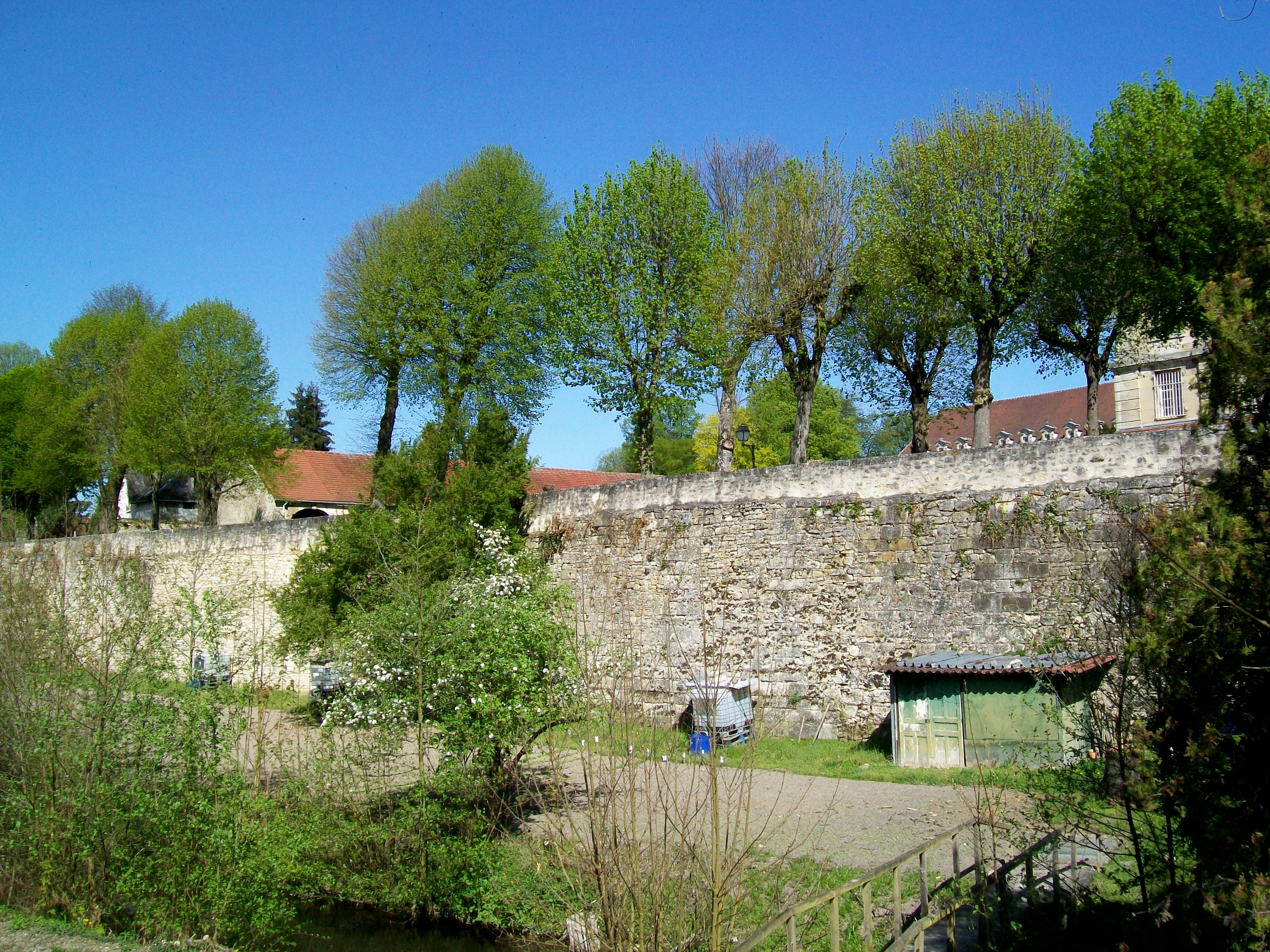
Le rempart Bellevue depuis l'impasse Marguerite. C'est ici que l'enceinte médiévale est encore la plus haute.
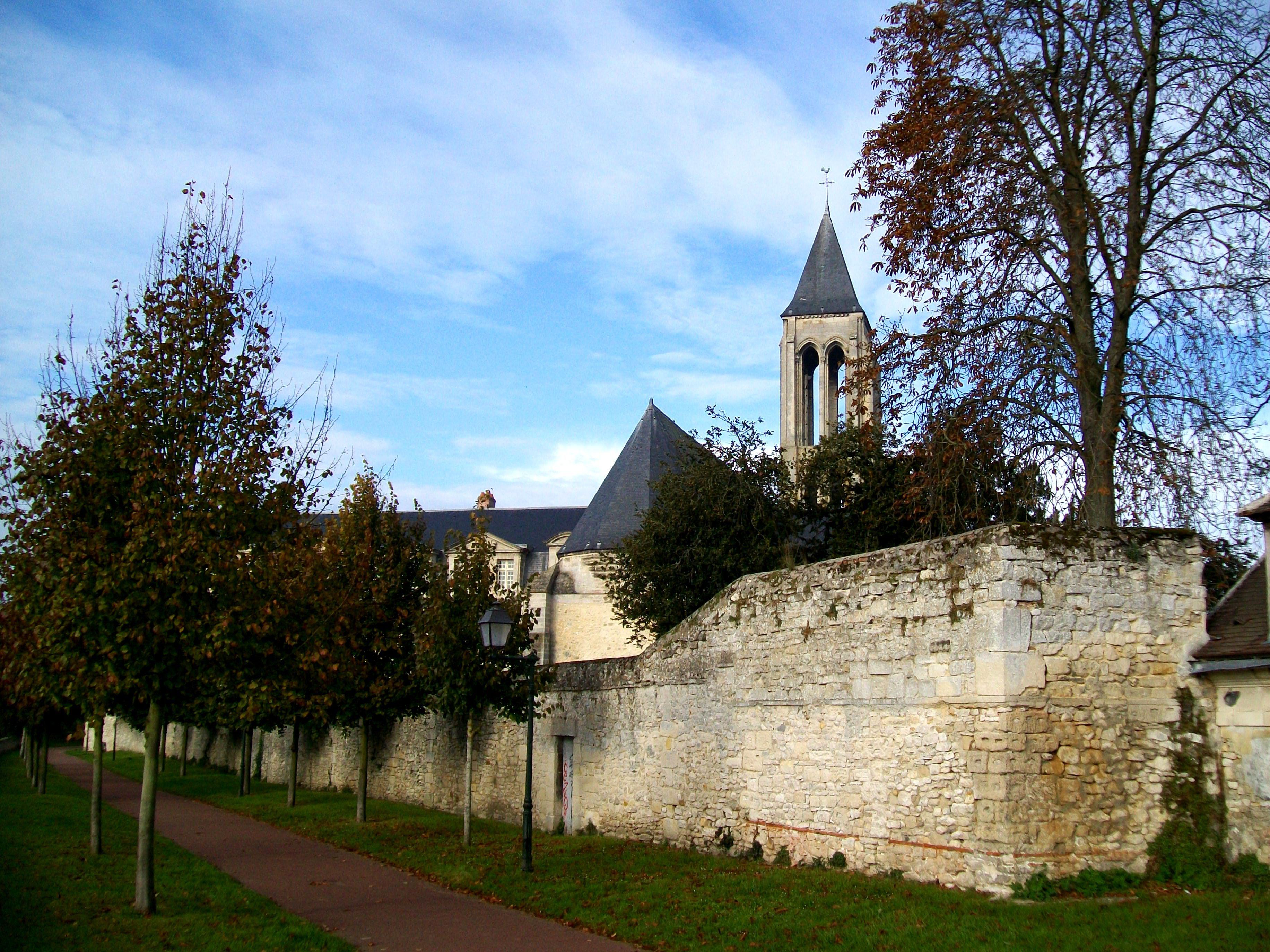
Promenade sur le rempart Bellevue, vue sur ancienne abbaye St-Vincent et son église.
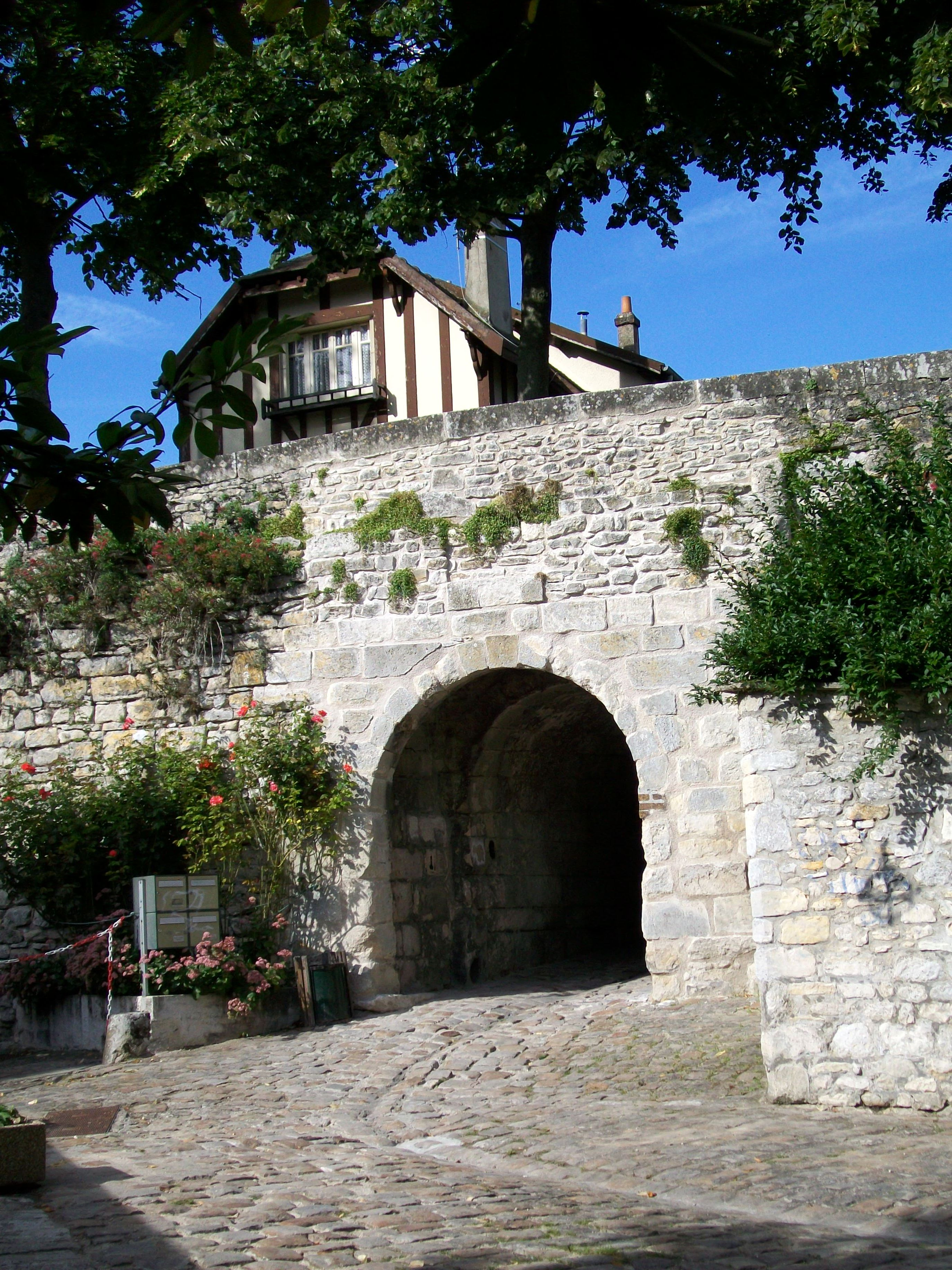
La poterne des Tisserands, rue du Dos d'Âne, permettant d'accéder à la Nonette.

- Le rempart de l'Escalade : Il commence à la place du 3e houzards, nom donné aux abords du monument de la fraternité franco-marocaine sur le cours Boutteville, non loin du square de Verdun (jardin public devant l'ancienne gare). C'est une promenade publique orientée dans le sens nord-sud, longue de 250 m environ, et qui va jusqu'à la porte de Meaux, où elle devient le rempart Bellevue. La promenade étant établie sur le rempart, et les terrains à l'est étant toutes des propriétés privées, l'on ne peut pratiquement rien voir du mur d'enceinte. Le rempart a été abaissé de trois mètres, et le fossé a été remblayé. Même depuis la rue du moulin Saint-Étienne, parallèle au rempart Bellevue à l'est, aucune vue sur le rempart n'est offerte jusqu'au bastion de la porte de Meaux. - Le nom du rempart de l'Escalade vient d'un épisode de l'histoire de Senlis qui eut lieu après la victoire contre les Ligueurs, le 17 mai 1589. Ces derniers ne voulant pas rester sur leur défaite, ils envoyèrent des hommes le 4 juillet 1590 pour escalader nuitamment les remparts avec des échelles, un jour que Henri IV et ses troupes étaient engagés sur plusieurs autres théâtres de conflits. Les premiers envahisseurs furent toutefois découverts par un garde, et pensant que la ville était déjà envahie, le tocsin fut sonné. Une telle mobilisation des Senlisiens eut alors lieu, que les ennemis prenaient la fuite dès le lever du jour[59].

- Le bastion de la porte de Meaux ou bastion Saint-Vincent[60] : C'est peut-être l'élément le plus imposant qui reste de l'enceinte médiévale ; cependant, il est indispensable de signaler qu'il date de l'époque moderne. Il fut en effet bâti en 1544 sous Jean-François de La Rocque de Roberval, chargé par François Ier de compléter la défense de la ville[52]. En 1619, la communauté des archers obtint l'autorisation d'établir sa « butte » sur le bastion de la porte de Meaux, moyennant une redevance annuelle de quatre livres, dix sols tournois[61]. Le bastion est visible depuis la rue du moulin Saint-Étienne, à travers des jardins privés, notamment quand les arbres ne portent pas de feuilles. Une autre vue est possible depuis la rue de Meaux.

- L'ancienne porte de Meaux : Passage voûté en berceau en dessous du rempart Bellevue, rue de Meaux. La porte proprement dite a disparu. Devant la porte, en venant de l'extérieur de la ville, la Nonette passe par un souterrain partiellement visible. Les murs à droite de la rue sont également des vestiges de la porte de Meaux, tandis que les murs à gauche proviennent du moulin de la porte de Meaux ou moulin Saint-Nicolas, démoli à la suite d'un incendie subi en 1967.

- Le rempart Bellevue : Il est établi en continuité avec le rempart de l'Escalade et va de la porte de Meaux à la rue de la République, sur une longueur de 500 m environ. La plate-forme en haut du rempart a déjà servi de promenade en périodes de paix du temps que l'enceinte servait encore. La déviation de la Nonette ou 'nouvelle rivière protégeait cette section des fortifications[62],[29]. Aujourd'hui, le mur atteint encore une hauteur proche de celle d'origine, notamment face à l'impasse Sainte-Marguerite entre la porte de Meaux et la poterne de Tisserands, qui se situe sous le rempart Bellevue. Les anciens fossés ayant été comblés et transformés en jardins particuliers, peu de perspectives de vue sur le rempart s'offrent au promeneur pendant la période de végétation.

- La poterne des Tisserands : voir ci-dessus, Les portes de la ville.

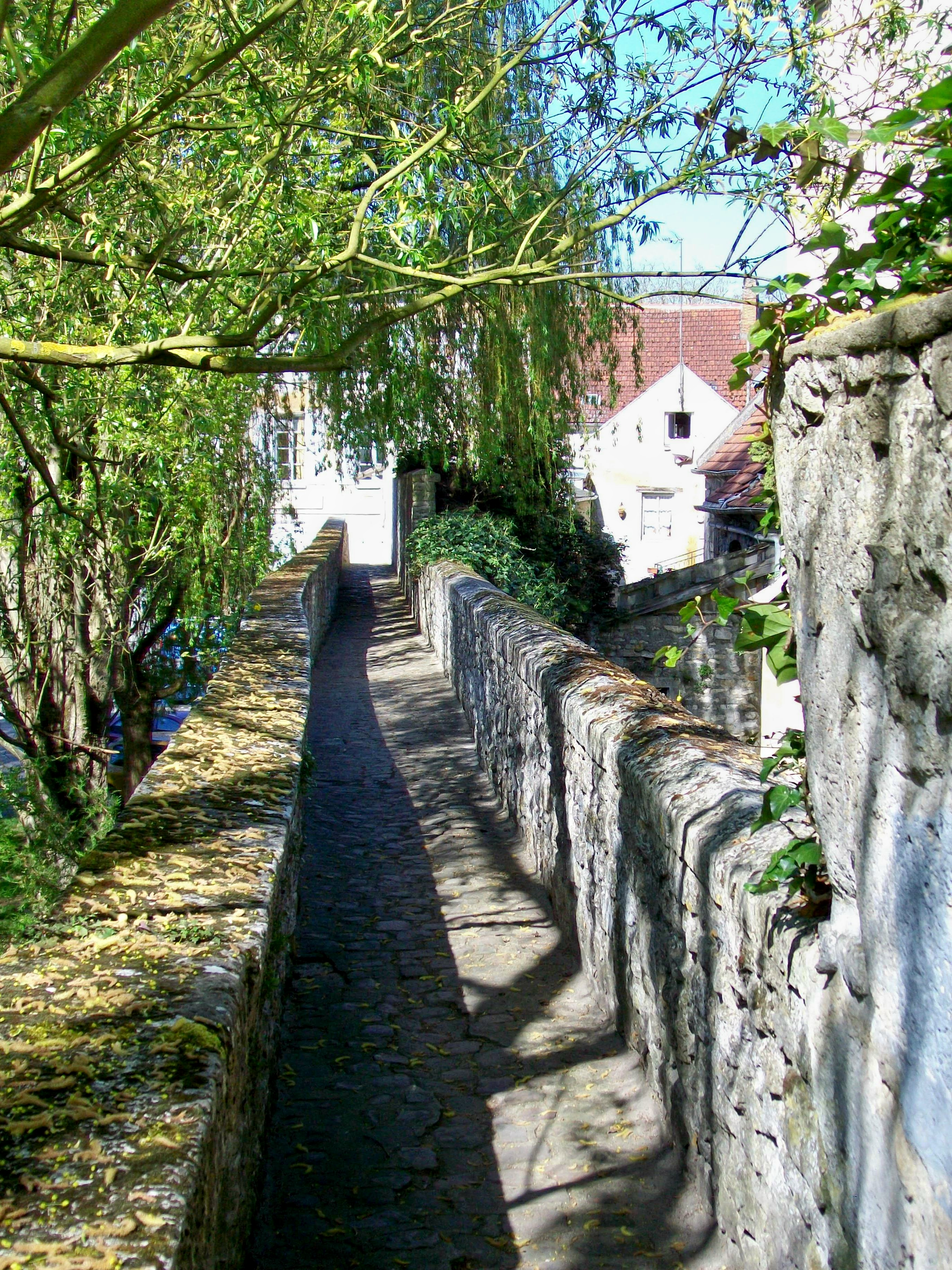
Le passage des Carmes entre l'ancien couvent et la Nonette, sur le rempart médiéval.
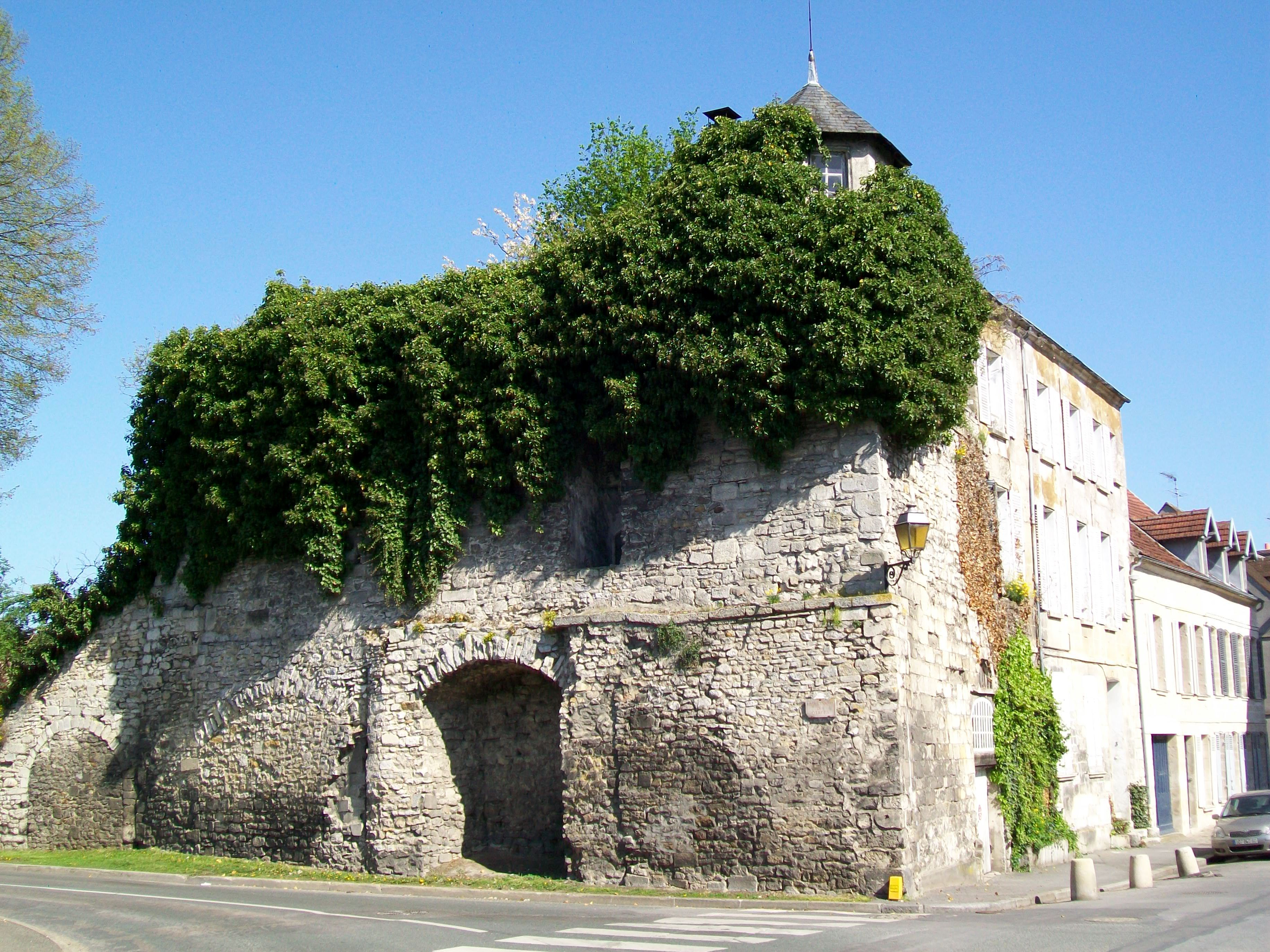
Vestiges de la plate-forme de la porte de Paris, à l'angle rue vieille de Paris / boulevard des Otages.
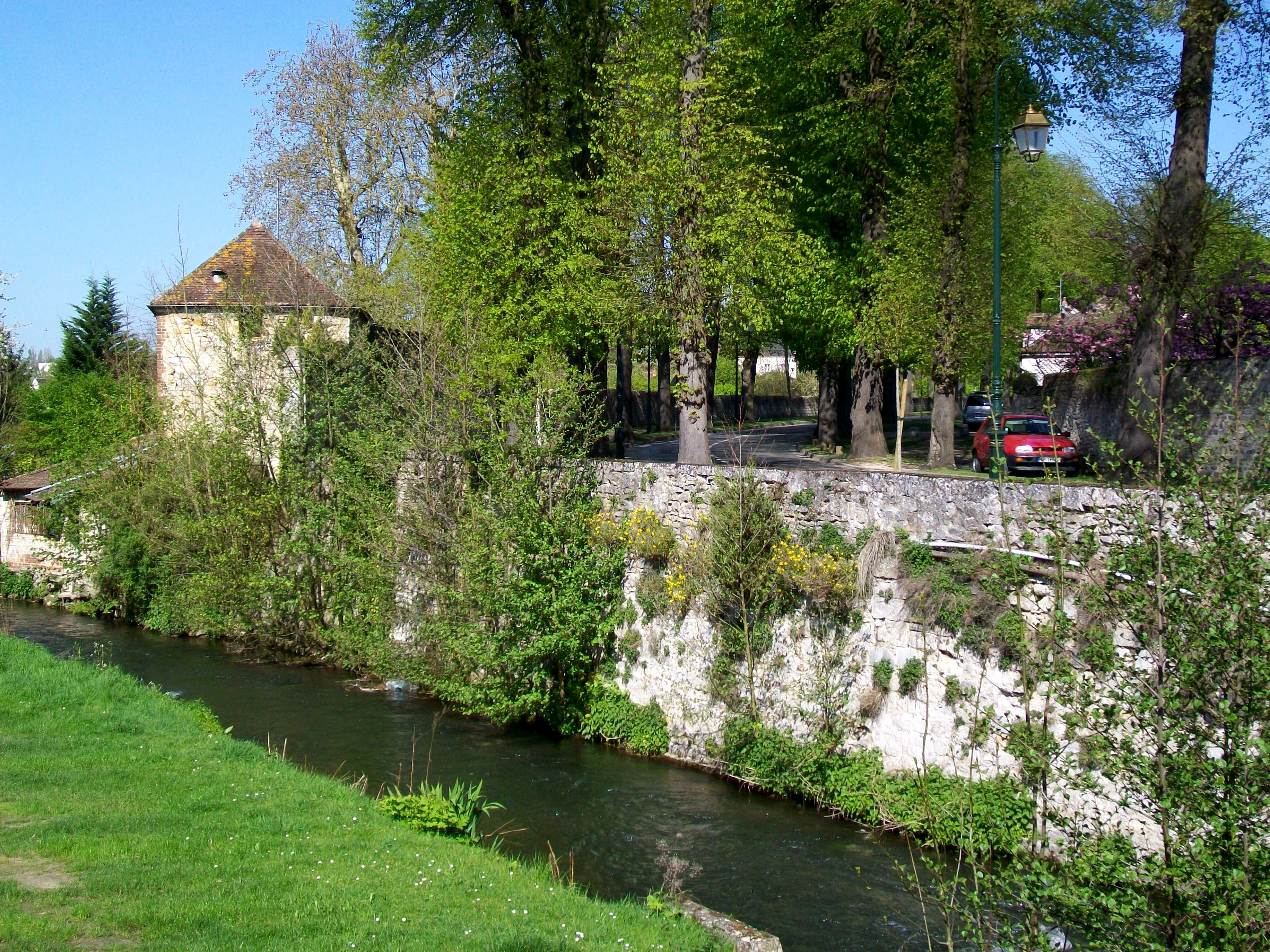
Au fond, le début du rempart des Otages ; au premier plan, la Nonette déviée devant la porte de Paris.
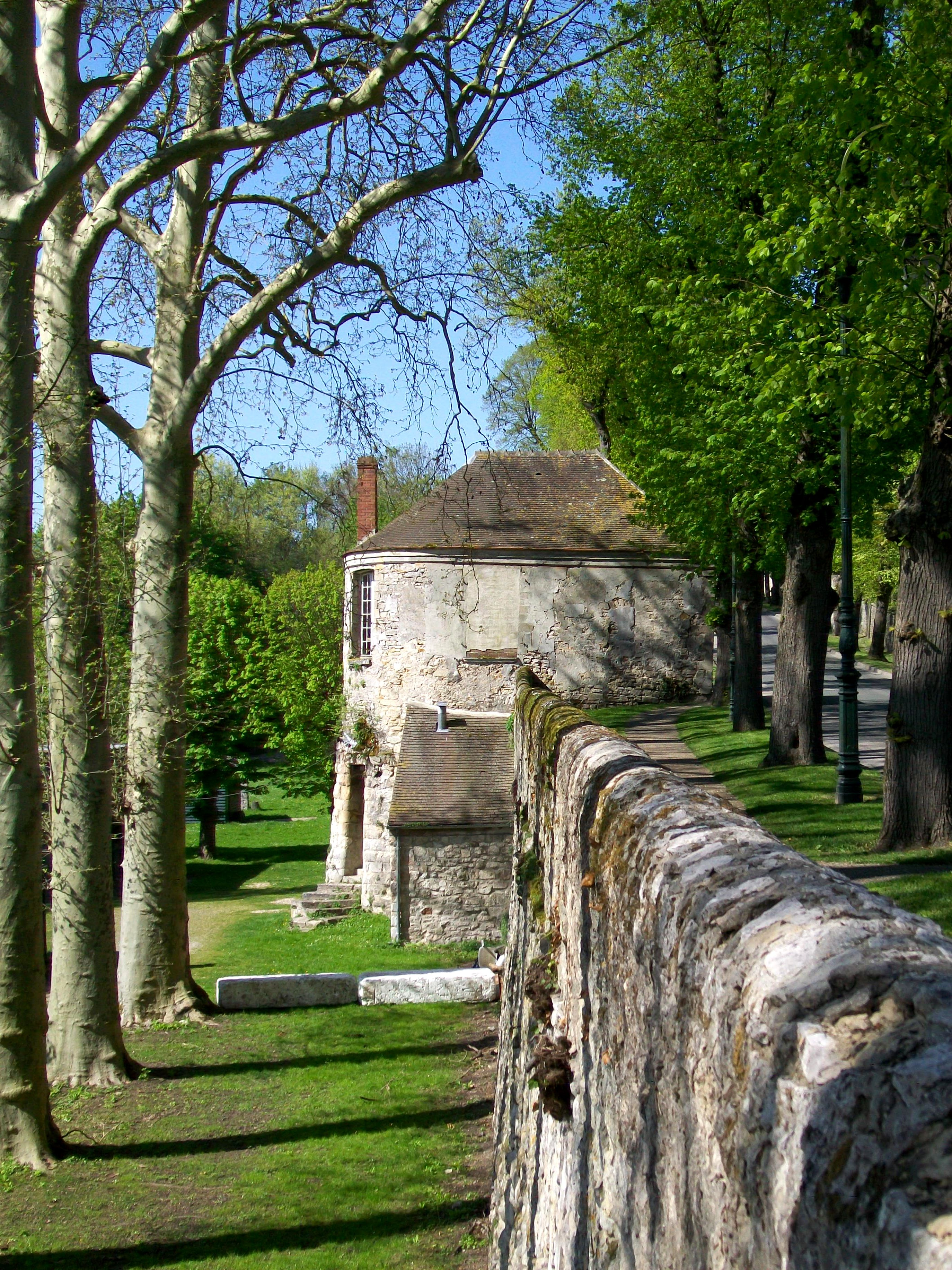
La tour du jeu d'arc, dernière tour subsistant, sur le rempart des Otages.
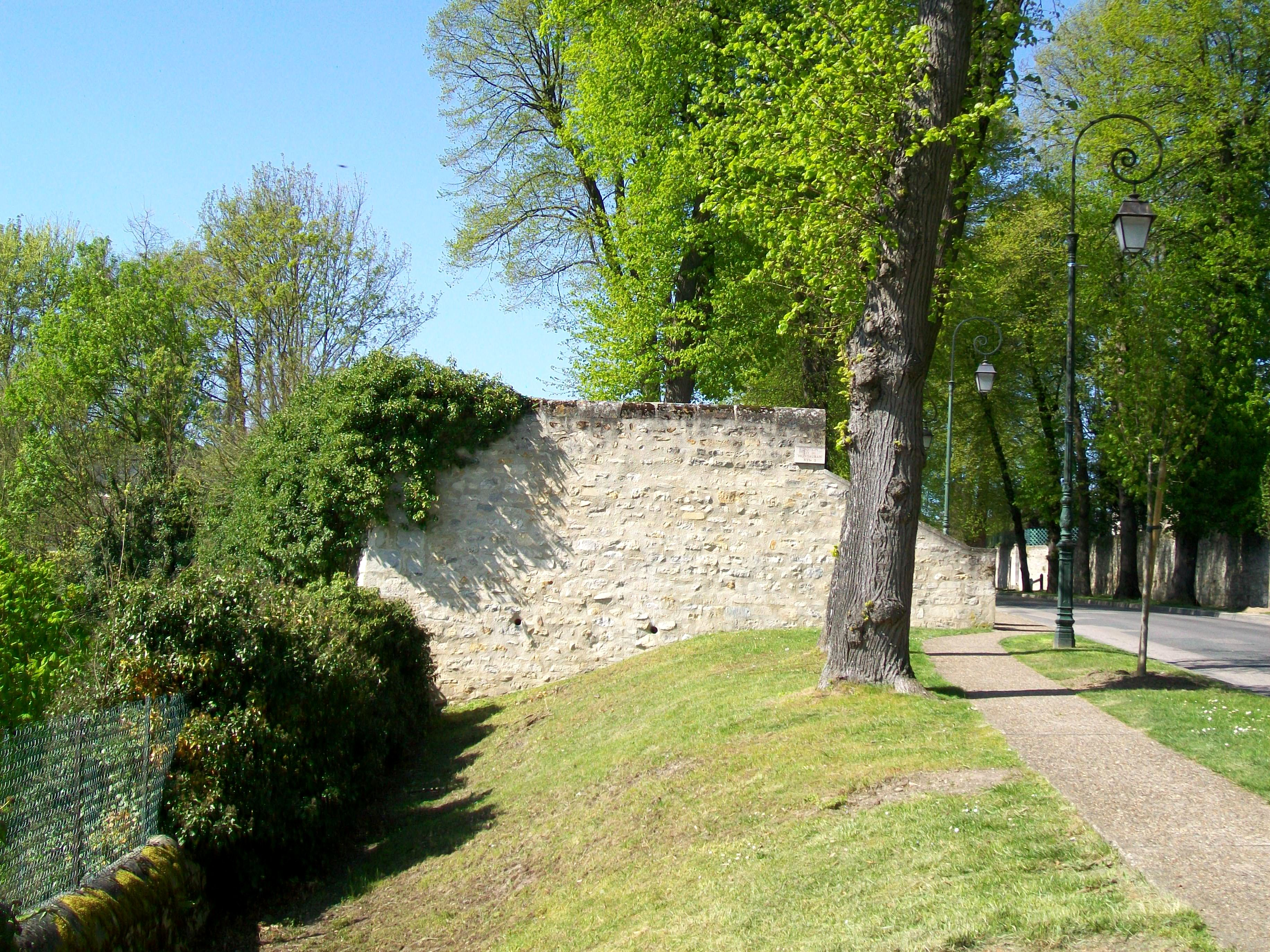
La plate-forme du Montauban, à l'extrémité nord du rempart des Otages.

- Le passage des Carmes : à l'ouest du rempart Bellevue, suit une section où la fortification a complètement disparu. Puis, un escalier conduit sur le passage des Carmes à l'endroit où la largeur de la sente se réduit à moins d'un mètre. Ce cheminement conduisant vers la rue vieille de Paris est établi sur la muraille d'enceinte du couvent des Carmes bâtie en 1660, qui conserve toujours sa hauteur d'origine. Selon le document autorisant la construction aux religieux, une distance de douze pieds vis-à-vis du rempart du XIIIe siècle devait être observée : ainsi, ne peut-il s'agir d'un vestige des fortifications de la ville proprement dites. Le passage des Carmes est sans doute la voie publique la plus étroite de Senlis, juste assez large pour qu'un piéton puisse passer. Jusqu'à la reconstruction en 1855 imposée par son mauvais état, il était toutefois plus large[63].

- Vestiges de la plate-forme de la porte de Paris[64]  : Cette construction ne fait pas partie des éperons construits au XVIe siècle. Il s'agit d'un ancien ouvrage[63] de défense de la porte de Paris, qui se trouvait juste à droite, en venant du sud. L'édifice est haut de plus de deux étages et présente au milieu du rez-de-chaussée le début d'un large passage voûté. D'autres ouvertures à gauche et à droite ont été complètement murées. Le début d'un étroit passage de la dimension d'une porte piétonne subsiste au niveau du premier étage. À l'ouest, le bâtiment est consolidé par un large contrefort. La plate-forme du sommet déborde de lierres et a été aménagé en jardin d'agrément, comme en témoigne un pavillon de jardin implanté à l'extrémité sud-est, en surplomb de la rue.

- Le rempart des Otages : il correspond au boulevard des Otages, qui va de l'emplacement de l'ancienne porte de Paris, à l'intersection des rues vieille de Paris et de Paris, jusqu'à l'extrémité ouest de la rue de la montagne Saint-Aignan. À partir de cet endroit, où se situe par ailleurs la plate-forme du Montauban (voir ci-dessous), le boulevard se nomme boulevard du Montauban. Le nom provient des otages décapités lors du siège de Senlis, le 19 avril 1418[65]. Le boulevard des Otages est donc établi sur la couronne du rempart, et c'est pour cela que le visiteur non préparé pourrait chercher en vain le rempart. Il a par ailleurs été construit sur le fossé du premier rempart médiéval[63]. Sauf depuis le pont sur la Nonette devant la porte de Paris, il n'existe aucun endroit d'où l'on pourrait contempler le rempart de l'extérieur : tous les terrains en contrebas sont des propriétés privées. La longueur de la section du rempart préservé est de 250 m environ. À partir de 1828, la partie sud-ouest a été remodelée pour permettre l'aménagement du boulevard[28], et pour cette raison, le rempart ne subsiste plus entre la porte de Paris et le coude du boulevard où il dévie vers le nord-est. Le mur en surplombe la Nonette ne peut donc être considéré comme élément du rempart qu'avec une certaine réserve.

- La tour du jeu d'arc : c'est la dernière tour qui subsiste des remparts médiévaux. Son plan a la forme d'un fer à cheval, l'extrémité ronde étant tournée vers l'extérieur. La tour comporte le rez-de-chaussée, où elle est adossée à la muraille, et un étage, dont le sol est à la hauteur du trottoir. Le bâtiment est loué par la ville de Senlis à la compagnie d'arc du Montauban, et ceci depuis 1730. Le terrain en contrebas où est installé le jeu d'arc est le fossé aux Ânes, car il se trouvait devant la porte aux Ânes[61].

- La plate-forme du Montauban : cette petite plate-forme triangulaire à sa base et pentagonale à sa partie supérieure représente le point le plus élevé du rempart des Otages, et en même temps sa limite nord. Au-delà, le boulevard du Montauban suit toujours l'ancienne ligne défensive, mais la muraille n'y subsiste plus. La plate-forme est accessible aux piétons. Elle formait un ensemble défensif avec l'éperon de la porte de Creil, dont l'emplacement était de l'autre côté du boulevard. L'intérieur contenait une pièce voûtée reliée par un tunnel à l'intérieur de l'enceinte. Le reste était simplement rempli de gravats. L'origine du nom est incertaine, mais tout ce que l'on puisse dire, c'est qu'il n'y a aucun rapport avec la ville de Montauban[53],[66],[29].